# Église Saint-Pierre-et-Saint-Paul de Villers-Saint-Paul
Pour les articles homonymes, voir Église Saint-Pierre-et-Saint-Paul.
L'église Saint-Pierre-et-Saint-Paul est une église catholique paroissiale située à Villers-Saint-Paul, en France. Comme nombre d'églises médiévales de la région, elle associe une nef romane du XIIe siècle à un chœur gothique du XIIIe siècle, mais les deux parties bien distinctes présentent des particularités qui rendent l'église unique en son ensemble. La position du clocher entre croisillon nord et chœur est inhabituelle pour la région. La nef possède un portail monumental roman à la multiple archivolte, et surtout des corniches dont non seulement les modillons sont sculptés, mais également les intervalles, avec les motifs les plus divers. À l'intérieur, les grandes arcades ouvrant sur les bas-côtés sont parmi les premières du département à être en tiers-point, et elles retombent sur des chapiteaux d'une sculpture archaïque, avec également une multitude de motifs. Le chœur, qui forme un ensemble homogène avec le transept, se caractérise par son plan, avec des croisillons et des chapelles latérales de deux travées successives chacun au lieu d'une seule, et par la diversité des types de fenêtres et l'abondance de l'éclairage. C'est en même temps un édifice haut et élancé, où l'architecte a cherché à créer un grand espace vide à l'intérieur. L'élégance qui s'y manifeste ne se soupçonne pas depuis l'extérieur, où le chœur paraît plutôt austère. Depuis son achèvement vers 1225, l'église de Villers-Saint-Paul n'a jamais été remaniée, et elle a également été épargnée par des restaurations radicales, ce qui lui confère une rare authenticité. L'édifice a été classée au titre des monuments historiques par liste de 1862, soit vingt-deux ans après les premiers classements en France. Elle est affiliée à la paroisse de Tous les Saints du Creillois-Nord.

## Localisation
L'église est située en France, en région Hauts-de-France et dans le département de l'Oise, sur la commune de Villers-Saint-Paul, à la limite sud-est du centre-ville. Les façades nord et est donnent sur la rue Jules-Uhry, le chevet est contourné par la ruelle de l'Église, qui est si étroite ici que les contreforts du clocher ont dû être percés d'arcades pour permettre son passage. Cette ruelle devient la rue de l'Église un peu plus loin. La façade méridionale donne sur le jardin du presbytère, et le presbytère lui-même a été bâti à peu de distance de la nef.

## Historique

### Les origines
L'histoire de Villers-Saint-Paul n'est pas connue avant le Xe siècle, bien que sa mention la plus ancienne remonte au début du VIIIe siècle. Le village appartient à la châtellenie de Creil dépendant du comté de Senlis, qui tombe entre les mains des comtes de Clermont en 1030. En 1006, le roi Robert le Pieux offre les terres qu'il possède au village voisin de Nogent-sur-Oise à l'abbaye de la Trinité de Fécamp afin qu'elle y établisse un prieuré bénédictine. Étant donné que ses terres se situent en partie sur l'actuelle commune de Villers-Saint-Paul, où une rue rappelle le prieuré, Maryse Bideault et Claudine Lautier se sont laissés induire en erreur en parlant d'un prieuré de Fécamp au sein de la commune. Effectivement la cure de Villers-Saint-Paul appartient aux bénédictins de Fécamp qui installent un petit prieuré près de l'église, mais il n'y a là aucun rapport avec la fondation du roi Robert. Le prieuré gagne une importance non négligeable et se trouve au XIIIe siècle à la tête d'une seigneurie importante, où le roi garde tout juste un droit de gîte,.

### La construction et les questions de datation

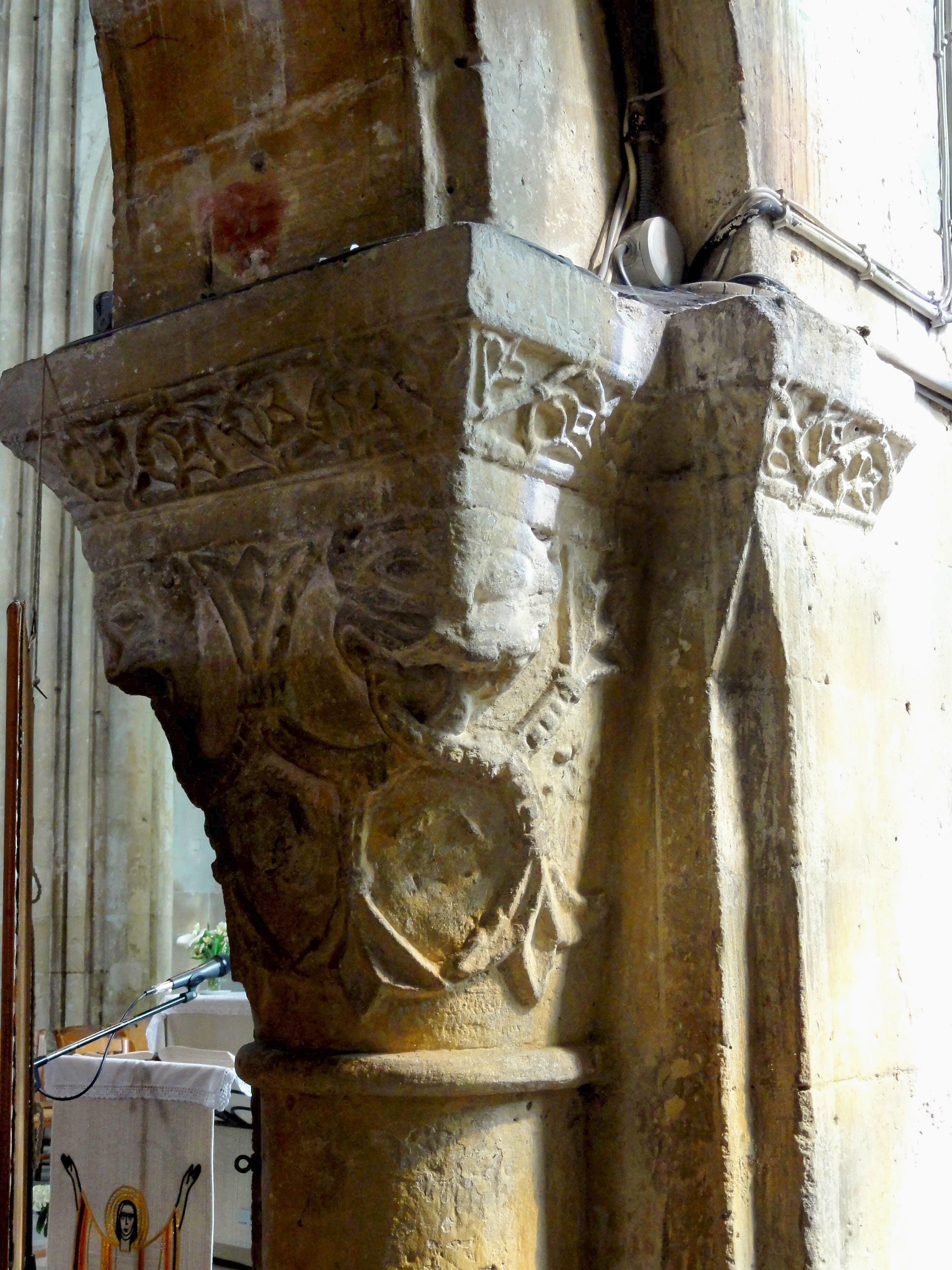
Chapiteau du bas-côté sud.

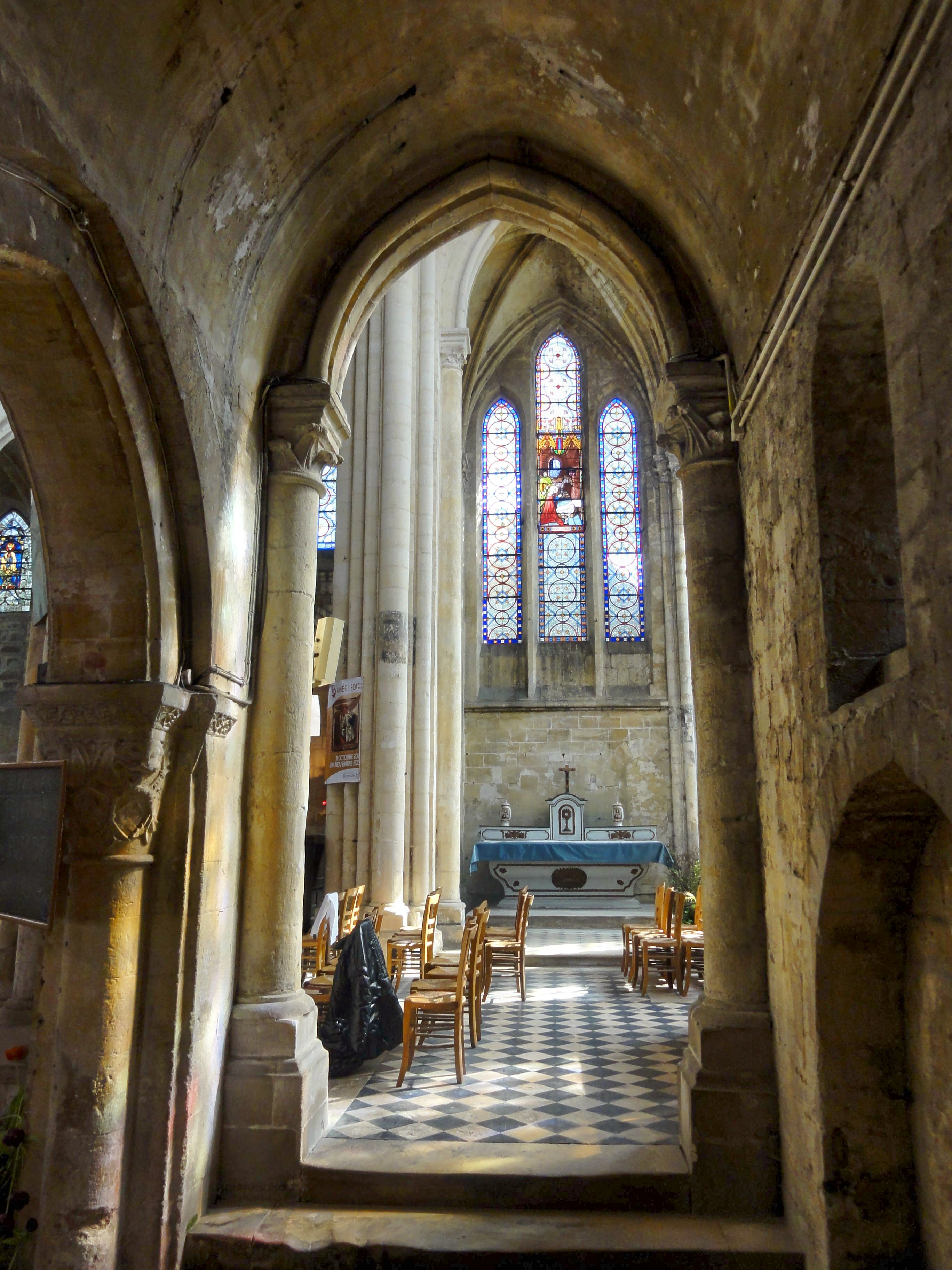
Contraste entre bas-côté roman et chœur gothique.

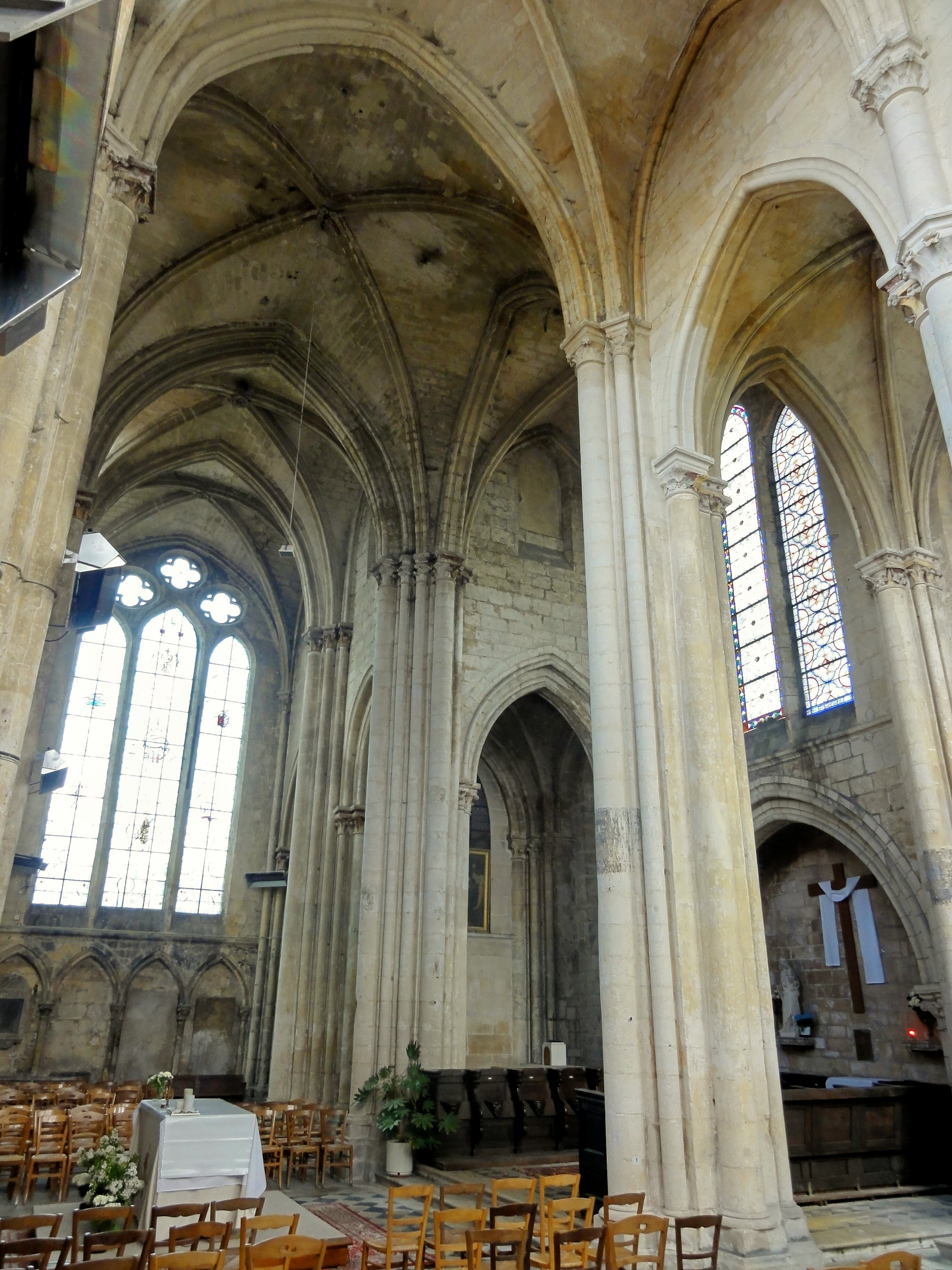
Transept et chœur, vue depuis l'angle sud-ouest.

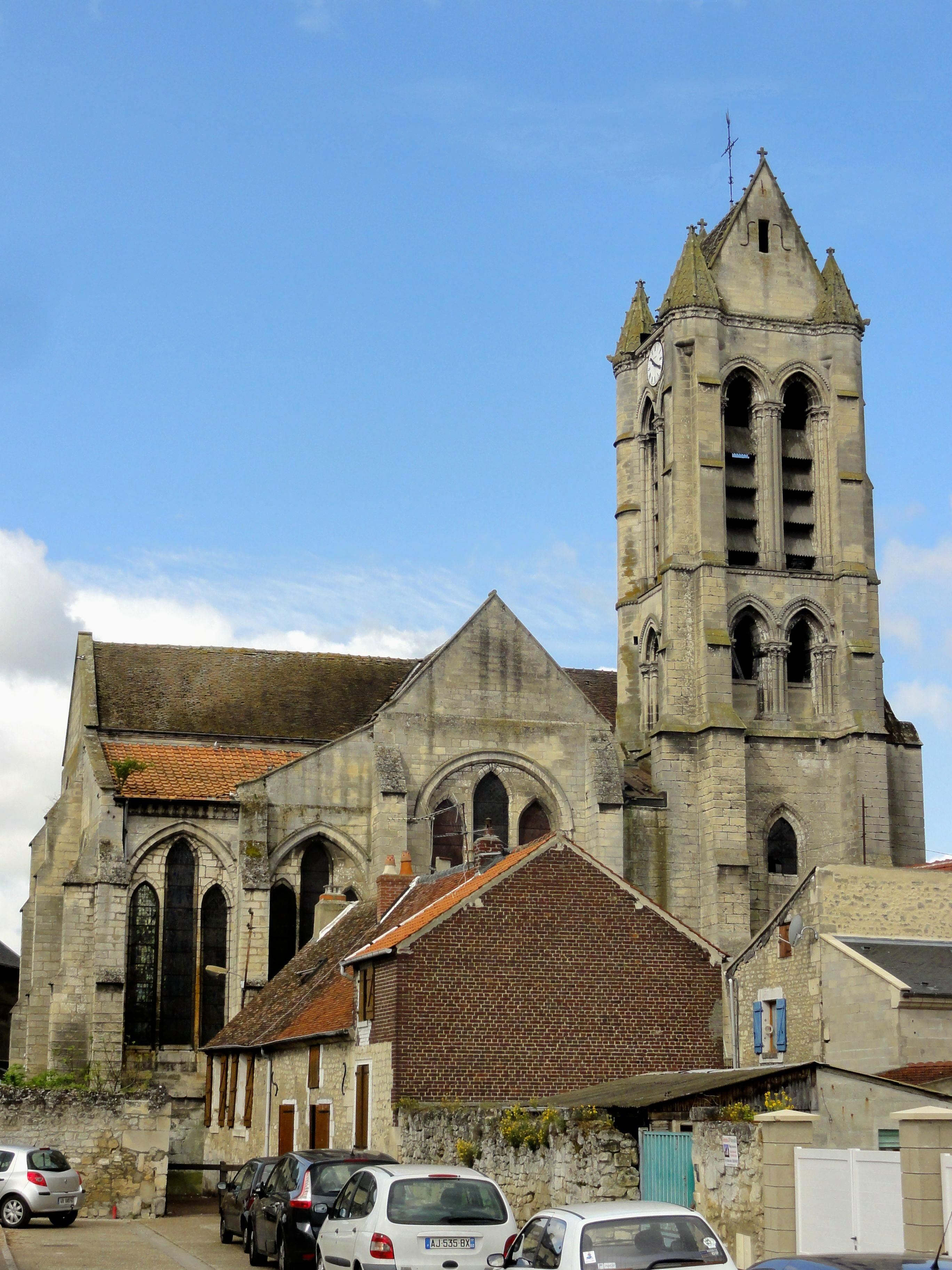
Vue depuis l'est.

L'église elle-même n'est mentionnée dans aucun texte antérieur au XIIIe siècle. Il ne fait cependant aucun doute que la nef remonte au XIIe siècle. Eugène Woillez qui est le premier à étudier les églises romanes de la région d'une façon scientifique, la date de la fin de ce siècle. Il se laisse sans doute dérouter par la forme en tiers-point des grandes arcades, qui paraît pourtant dans le Soissonais et le Laonais dans les années 1130 / 1140. Vers 1850, Jules Quicherat penche tout au contraire pour le XIe siècle en tenant compte du caractère archaïque des chapiteaux des grandes arcades. Dans sa monographie de 1886, Eugène Lefèvre-Pontalis confirme ce caractère archaïque et la ressemblance avec la deuxième moitié du XIe siècle, mais souligne que le relief des chapiteaux de Villers-Saint-Paul est plus prononcé qu'à cette époque, et que des motifs nouveaux y apparaissent. L'architecte se serait laisser influencer par les chapiteaux de l'église de Saint-Leu-d'Esserent, c'est-à-dire la précédente église considérée comme l'une des plus vastes églises romanes de la région en son temps, et les deux chapiteaux romans engagés dans le massif occidental côté nef ressembleraient fortement à ceux de Villers-Saint-Paul. Les piliers sont par ailleurs analogues à ceux de l'église Saint-Quentin de Berzy-le-Sec, qui date bien du XIIe siècle. En tenant compte des corniches et des cordons à l'extérieur de la nef, Lefèvre-Pontalis conclut à une construction à la fin du premier quart du XIIe siècle, et l'église serait alors contemporaine de celle de Cambronne-lès-Clermont. Un siècle plus tard, Bideault et Lautier indiquent une période de construction d'une dizaine d'années plus tardive, vers 1130 / 1135. Michèle Baudrillard les rejoint dans son étude.
Au XIIIe siècle, l'église de Villers-Saint-Paul connaît la même transformation que les églises voisines Sainte-Maure-et-Sainte-Brigide de Nogent-sur-Oise et Saint-Lucien de Bury, ainsi qu'un nombre non négligeable d'églises romanes plus petites dans la région. Le chœur et, s'il a existé, le transept romans, sont remplacés par un vaste chœur-halle gothique, comportant un nouveau clocher au nord-est. En opposition à la plupart des églises de la région, ce dernier n'est pas édifié au-dessus de la croisée du transept, mais à l'angle entre croisillon nord et chapelle latérale nord du chœur. C'est un choix rare qui singularise l'église de Villers-Saint-Paul. Eugène Lefèvre-Pontalis situe ces parties au début du XIIIe siècle, ou tout au moins au premier quart du XIIIe siècle. Bideault, Lautier et Baudrillard s'accordent pour une date autour de 1225,. Des pierres de Saint-Maximin ont été utilisées pour la construction, acheminées par voie fluviale. Contrairement à la plupart des églises des environs, celle de Villers-Saint-Paul ne subit pas le moindre remaniement après son achèvement. Tout au plus les charpentes apparentes de la nef et des bas-côtés sont elles remplacées par un plafond plat et des fausses voûtes en berceau brisés, et l'arcade entre la troisième et la quatrième travée de la nef a-t-elle été supprimée.

### Les restaurations
Les premières réparations depuis la Révolution française sont effectuées à la fin du XVIIIe siècle et concernent les vitraux, mais ne sont apparemment pas suffisantes : en 1810, le mauvais état des vitraux est toujours déploré. L'église Saint-Pierre-et-Saint-Paul se trouve dans un très mauvais état global au milieu du XIXe siècle, comme il ressort d'un devis présenté par l'architecte en chef des monuments historiques Aymar Verdier en 1850, qui propose de nombreux travaux. Mais il semble que ces travaux ne sont pas exécutés, car le même architecte rappelle dans une seconde lettre l'urgence des réparations à faire, notamment celle des voûtes. L'église est classée monument historique relativement tôt par liste de 1862, soit vingt-deux ans après les premiers classements en France. En 1886, Eugène Lefèvre-Pontalis se réjouit que l'édifice a été épargné par des restaurations malencontreuses. D'importants travaux sont menés en 1894 et 1895 sous la direction de l'architecte en chef des monuments historiques Sainte-Anne Auguste Louzier. Il s'agit de la restauration des pignons du transept, du chœur, de la reprise des parements, de la corniche des murs gouttereaux, de la réparation de la toiture du chœur, de l'assainissement des bas-côtés de la nef, de la reprise des angles entre les chapelles latérales du chœur et ce dernier, et de la modification de la charpente et des toitures. Louzier accuse la faible pente des toits du XIIIe siècle et les rend responsables des problèmes d’humidité à l'intérieur de la nef, mais nous savons par Eugène Lefèvre-Pontalis qu'au moins les bas-côtés avaient déjà des toits fortement inclinés depuis longtemps. On est en tout cas loin d'une reconstitution de l'état d'origine, qui aurait permis de dégager les fenêtres hautes de la nef, à moitié obturées. La piscine liturgique à droite du chevet est réparée à la suite d'un incendie survenu en 1923. Le clocher et les couvertures sont réparés en 1934, et les façades sont restaurées en 1941,.

### Appréciations
Tous les auteurs partagent l'avis que l'église de Villers-Saint-Paul occupe une place à part dans l'architecture religieuse de la région des bords de l'Oise et du Beauvaisis. Elle est, comme l'écrit Eugène Lefèvre-Pontalis, un édifice très original d'une grande valeur archéologique, qui se singularise notamment par l'archivolte de son portail, la sculpture des corniches de la nef, les chapiteaux de la nef, la particularité du plan des parties orientales et l'élégance du clocher. En s'intéressant principalement aux parties orientales gothiques, Michèle Baudrillard souligne l'aspect novateur de leur architecture, imputable à la situation géographique de Villers-Saint-Paul sur des voies d'échanges. Faisant partie du diocèse de Beauvais, le diocèse de Senlis et le diocèse de Soissons sont en même temps très proches. La cathédrale Notre-Dame de Noyon est bien avancée lorsque la transformation du chevet de Villers-Saint-Paul commence et peut servir d'inspiration. La façade et la nef de la cathédrale Saint-Gervais-et-Saint-Protais de Soissons sont à peu près contemporaines des parties orientales de Villers-Saint-Paul, alors que les cathédrales de Beauvais et d'Amiens sont mis en chantier après l'église de Villers-Saint-Paul, et l'abbaye de Royaumont est achevée environ dix ans après elle. Selon Bideault et Lautier, un seul édifice peut être comparé à Villers-Saint-Paul pour l'ordonnance des percements, la variété du dessin des fenêtres, l'alliance des divisions doubles et triples, le tout associé à un chevet plat : l'abbatiale de Dammarie-lès-Lys. Les auteurs remarquent aussi la sévérité des élévations extérieures, dont la nudité et la platitude des surfaces et la rigueur des volumes ne fait pas soupçonner l'élégance de l'espace intérieur. C'est ce que Michèle Baudrillard appelle une malhabileté sur les pleins, la priorité de l'architecte ayant été la conception d'un grand espace vide à l'intérieur, grâce à une hauteur importante des arcades, des voûtes et des fenêtres.

## Description

### Aperçu général

Plan de l'église.

L'église Saint-Pierre-et-Saint-Paul de Villers-Saint-Paul suit un plan en T, dont la base est représentée par la nef et ses bas-côtés, et la barre transversale par l'ensemble transept, clocher et chœur. Les deux ensembles forment chacun un rectangle au sol. L'accès principal est le portail occidental de la nef, dont le bas-côté nord possède un portail latéral. L'ensemble transept et chœur est dépourvu d'entrée. L'édifice se compose d'une nef simplement plafonnée de six travées, accompagnée de deux étroits bas-côtés recouverts par des voûtes en berceau brisé ; d'un transept très largement débordant dont les deux croisillons se composent de deux travées successives ; d'un court chœur à chevet plat d'une seule travée ; d'une chapelle latérale sud du chœur de deux travées, dédoublant le croisillon sud ; d'une chapelle latérale nord du chœur d'une seule travée, dédoublant la première travée du croisillon nord ; et d'un clocher occupant l'angle entre le croisillon nord et la chapelle nord, emplacement occupé au sud par la deuxième travée de la chapelle sud. Les deux bras du transept sont symétriques, mais les supports ne sont pas agencés tout à fait de la même façon. La présence du clocher n'a pas permis de rendre les deux chapelles symétriques, même si la chapelle nord incluait à l'origine la base du clocher, les piliers y sont nettement plus forts.
Les travées de la nef sont très courtes. Sa subdivision par une arcade intermédiaire aujourd'hui disparue amène certains auteurs à considérer qu'elle ne soit composée que de deux travées (malgré les six fenêtres hautes et les six grandes arcades de chaque côté). Longue de 17,65 m, elle représente environ deux fois l'extension ouest-est de l'ensemble transept et chœur. La croisée du transept est la seule travée carrée du vaisseau central de l'église. Les travées des croisillons sont barlongues, mais représentent nettement plus que la moitié du carré du transept. Le chœur est moins profond que la croisée du transept, mais son unique travée est en même temps plus grande que celles des croisillons. Ainsi, le chœur et ses chapelles latérales ont un développement nettement moins important que le transept, et les travées des chapelles latérales sont à peu près carrées. L'on trouve donc dix travées de quatre dimensions différentes, alors que l'architecte de l'église voisine de Nogent a opté pour un chœur-halle de six travées de dimensions identiques. La monotonie ne s'installe donc pas, d'autant plus que les chapelles latérales sont légèrement plus basses que le transept et le chœur, voûtés tous les deux à la même hauteur, ,,.

### Intérieur

#### Nef et bas-côtés

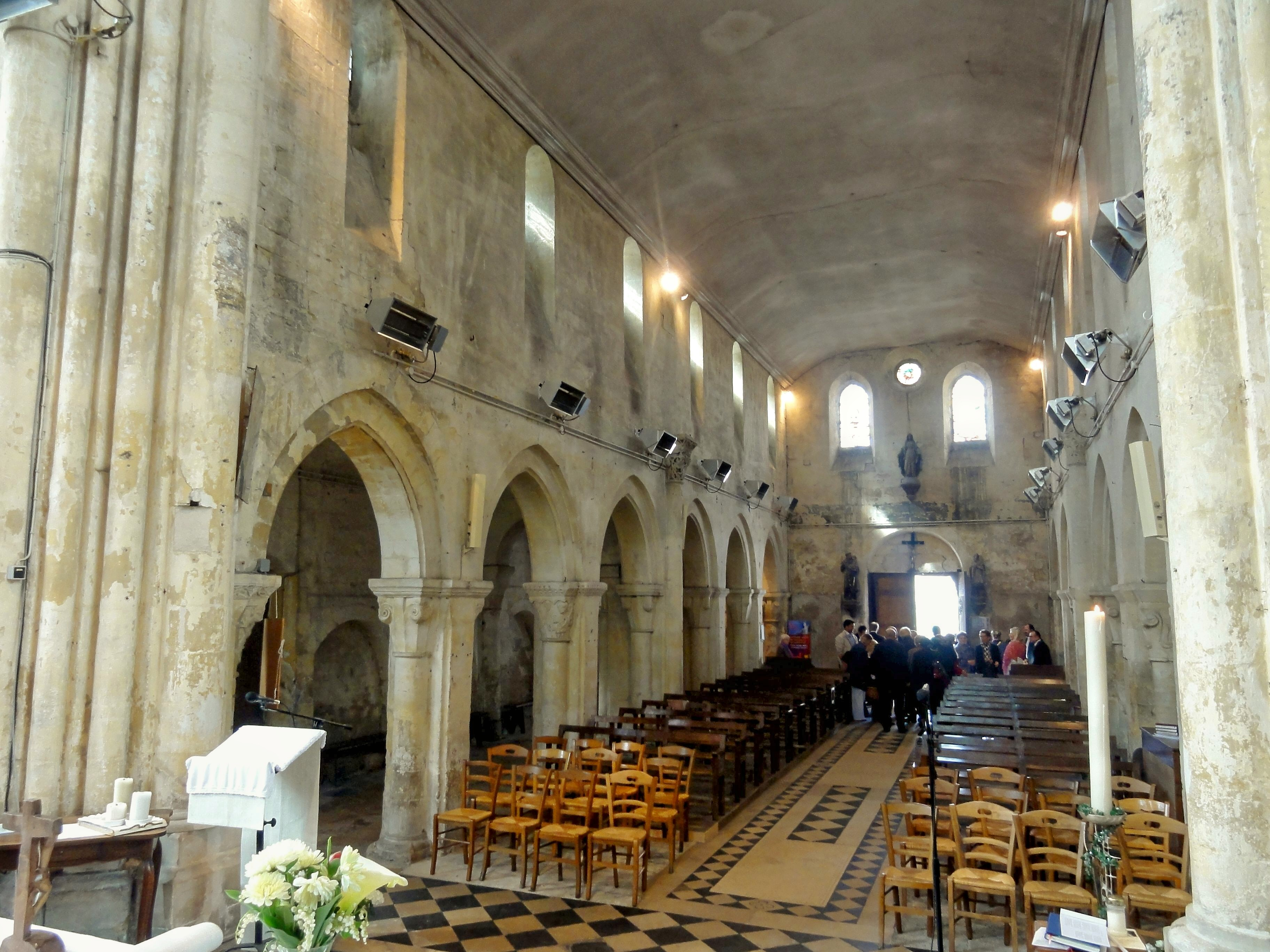
Nef, vue depuis la croisée.

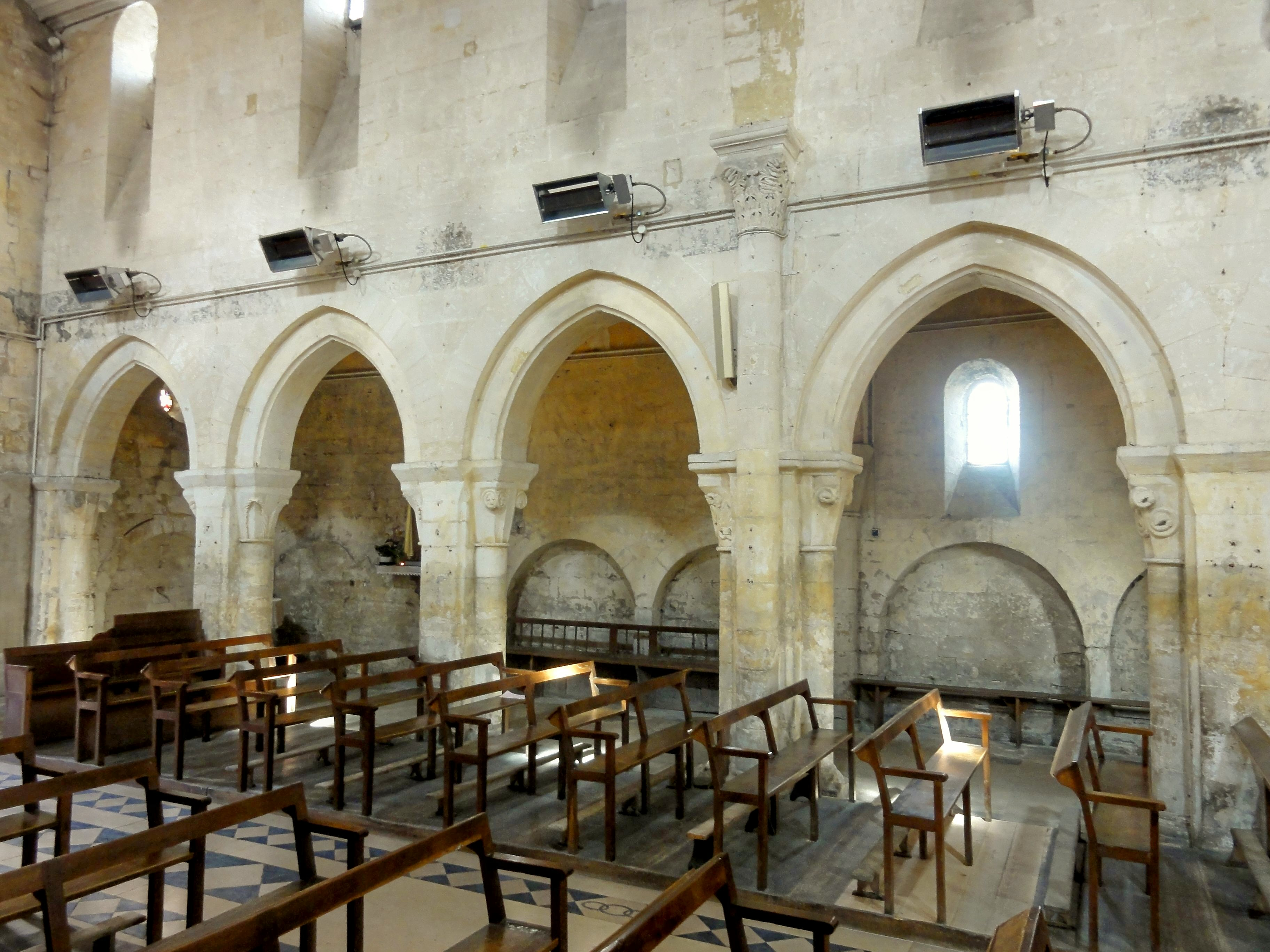
Les quatre premières grandes arcades au nord de la nef.

La nef est longue de 17,65 m, large de 5,78 m et ses murs latéraux ont une hauteur de 8,75 m. Les bas-côtés ont la même longueur que la nef, sont larges de respectivement 2,30 m (au sud) et 2,45 m (au nord), et leurs murs latéraux ont une hauteur de 4,15 m. La nef a été conçue pour être charpentée, mais elle est déjà recouverte d'un lattis de bois plâtré quand les premiers archéologues visitent l'église. Six fenêtres hautes éclairent la nef de chaque côté. Elles sont en plein cintre et possèdent un glacis important, destiné à faciliter la pénétration du jour dans l'intérieur de la nef pour compenser ainsi leur petite taille. Le rehaussement des toits des bas-côtés à l'époque moderne a conduit à une obstruction de la partie inférieure des baies. Deux autres baies, elles en arc brisé, et un oculus rond au milieu sont percés dans le mur occidental, au-dessus du portail. Ce dernier s'ouvre sous un arc en plein cintre, alors que l'archivolte est en arc brisé à l'extérieur. L'intérêt de l'intérieur de la nef réside dans ses grandes arcades, qui sont en arc brisé et au nombre de six de chaque côté. Les arcades proprement dites sont formées par deux rangs de claveaux, de moindre diamètre dans le rang inférieur et biseautés. Elles reposent sur des piliers carrés, dans lesquels deux colonnes sont engagées, regardant l'intérieur des arcades. Elles possèdent chacun un chapiteau à épannelage tronçonnique et rappellent les chapiteaux de l'abbatiale de Morienval. Ces chapiteaux ont un tailloir commun, qui se compose d'un chanfrein en biseau, surmonté d'un méplat. La sculpture des chapiteaux se rapproche encore beaucoup de l'art du XIe siècle, et ils présentent comme motifs des entrelacs, des feuilles et des fruits d'Aroideae, des volutes, des têtes grimaçantes, des figures aujourd'hui mutilées, un serpent. Sur les trente chapiteaux au total, dont certains se ressemblent, vingt-deux ont été dessinés scrupuleusement par Eugène Woillez. Certains tailloirs sont ornés de losanges, de tresses ou de feuilles de lierre. Les bases des colonnes sont assez simples et se composent de deux tores encadrant un gorge, reliés au socle par de petites griffes. Comme particularité, quatre colonnes sont engagées dans les piliers centraux, entre la troisième et la quatrième travée : une, légèrement plus haut que ceux des arcades (2,85 m), vers le bas-côté, et une autre, aussi haute que les grandes arcades (4,00 m), vers la nef. Ces colonnes portent des chapiteaux semblables, destinés à servir d'appui à des arcs diaphragme. L'arc au milieu de la nef a disparu, alors que ceux au milieu des bas-côtés existent toujours. Ils sont en plein cintre et reposent sur des colonnes à chapiteaux identiques au revers des murs gouttereaux des bas-côtés. Dans l'épaisseur de ces derniers, huit arcades en plein cintre de 30 cm de profondeur sont ménagées, et encadrent des bancs en pierre très bas. Chacun des bas-côtés ne compte que trois petites fenêtres plein cintre au lieu de six ; ils sont donc assez sombres. La communication avec le transept se réalise par des arcades contemporaines de ce dernier, et si elles correspondent aux dimensions des bas-côtés, l'arcade entre nef et croisée du transept est si élevée que son sommet est même visible depuis l'extérieur, au-dessus du toit de la nef : son remplacement était donc envisagé,,,.

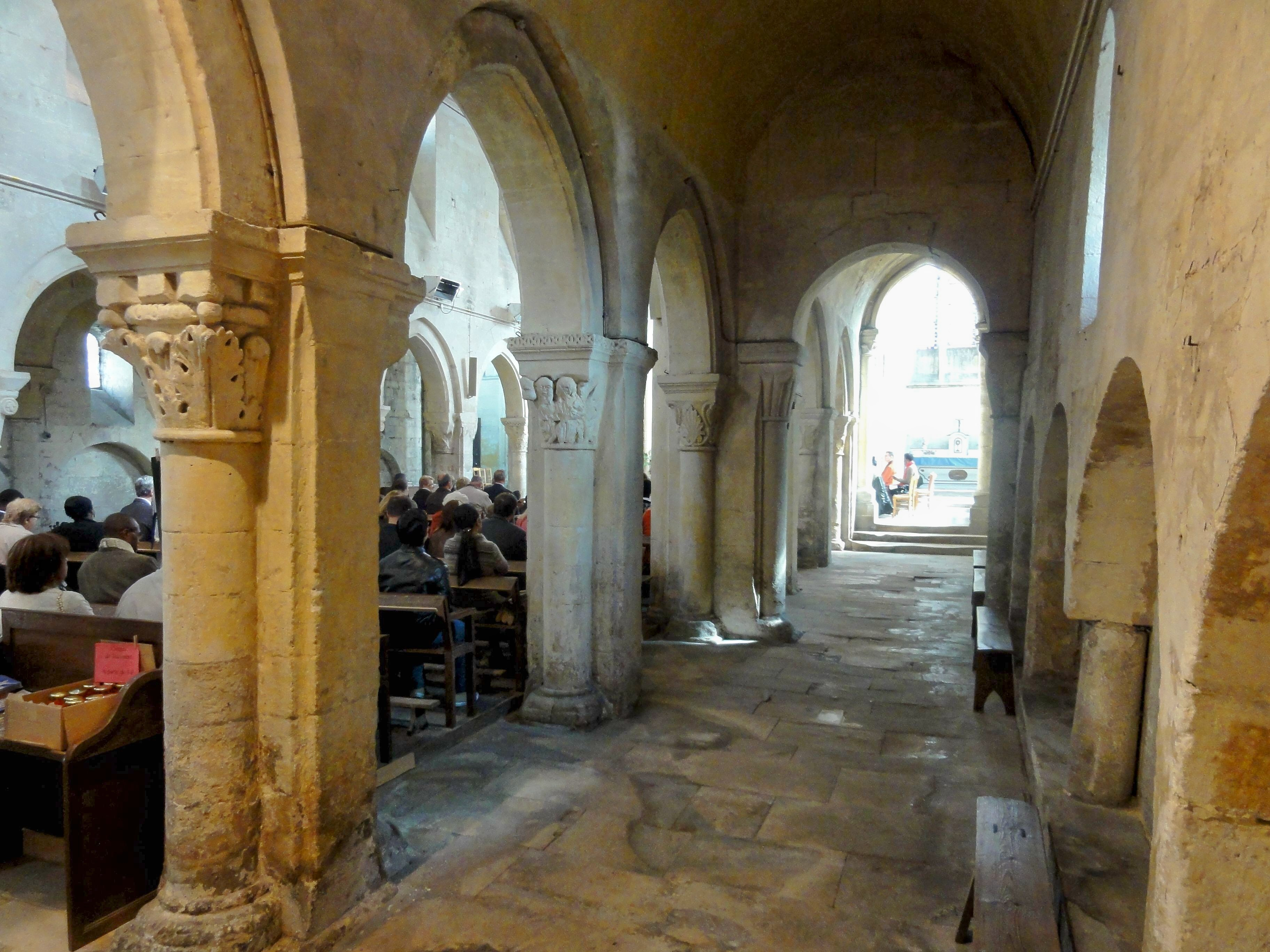
Bas-côté sud.
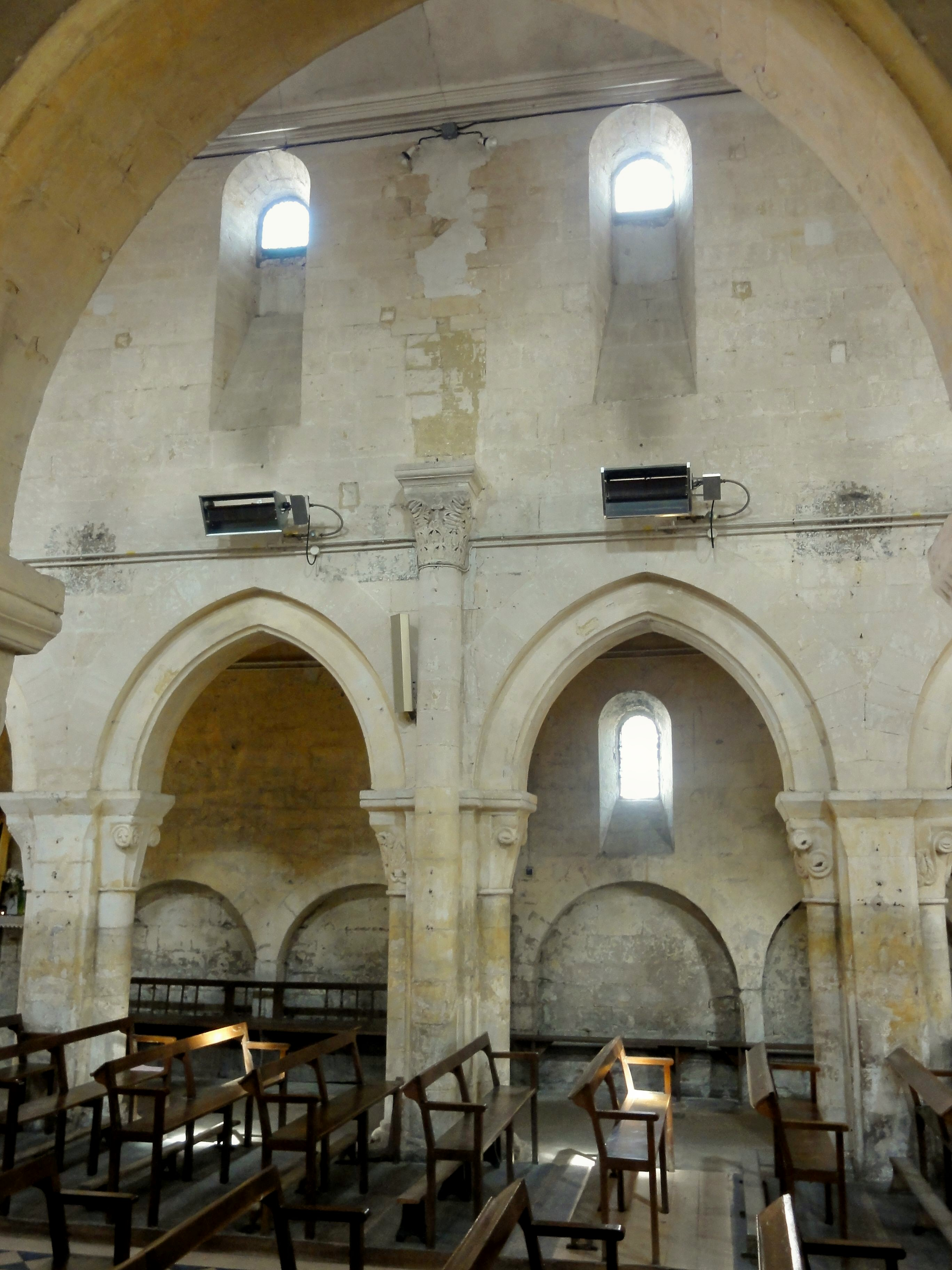
3e et 4e arcade du nord.
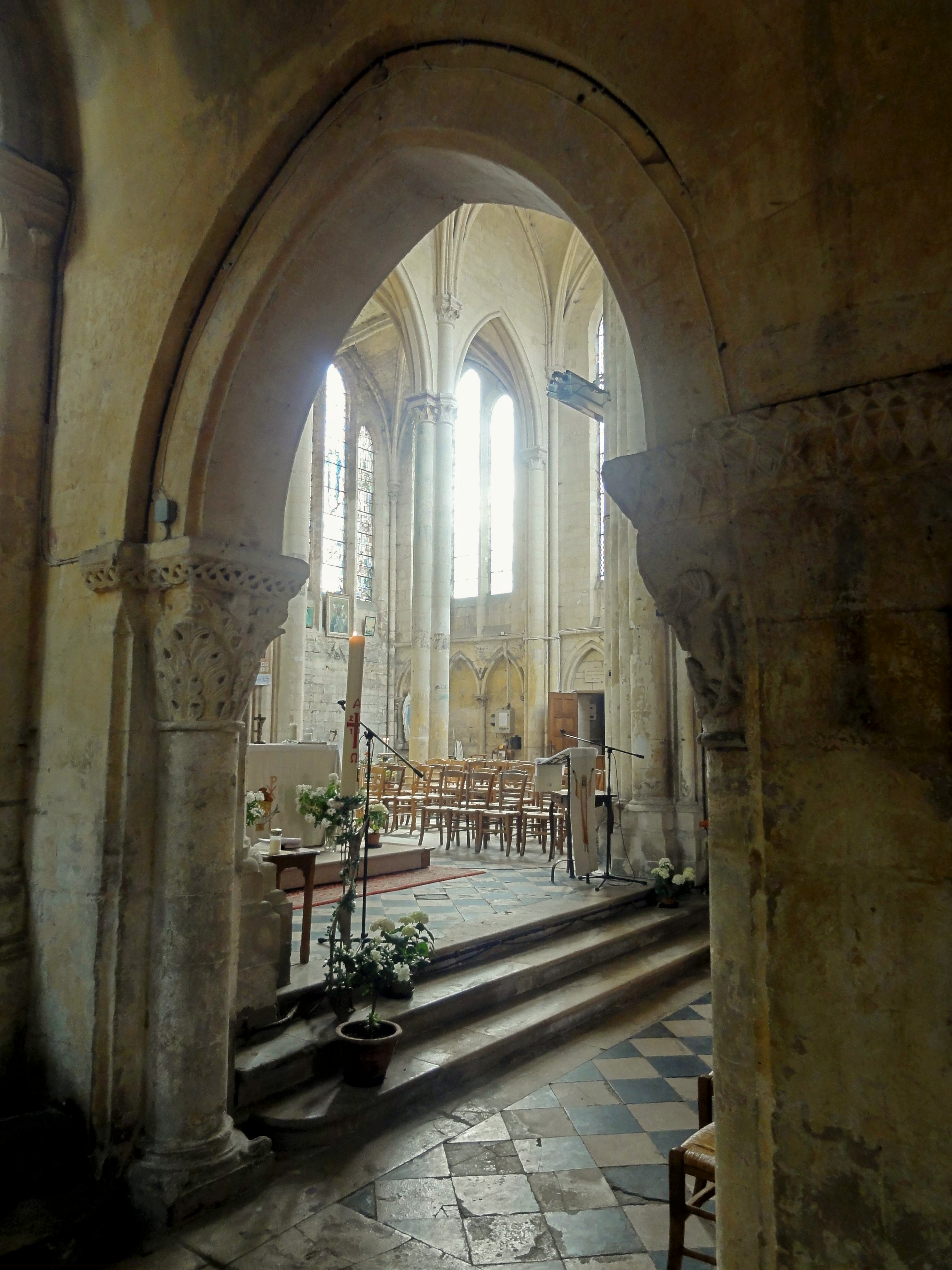
Vue vers le transept.
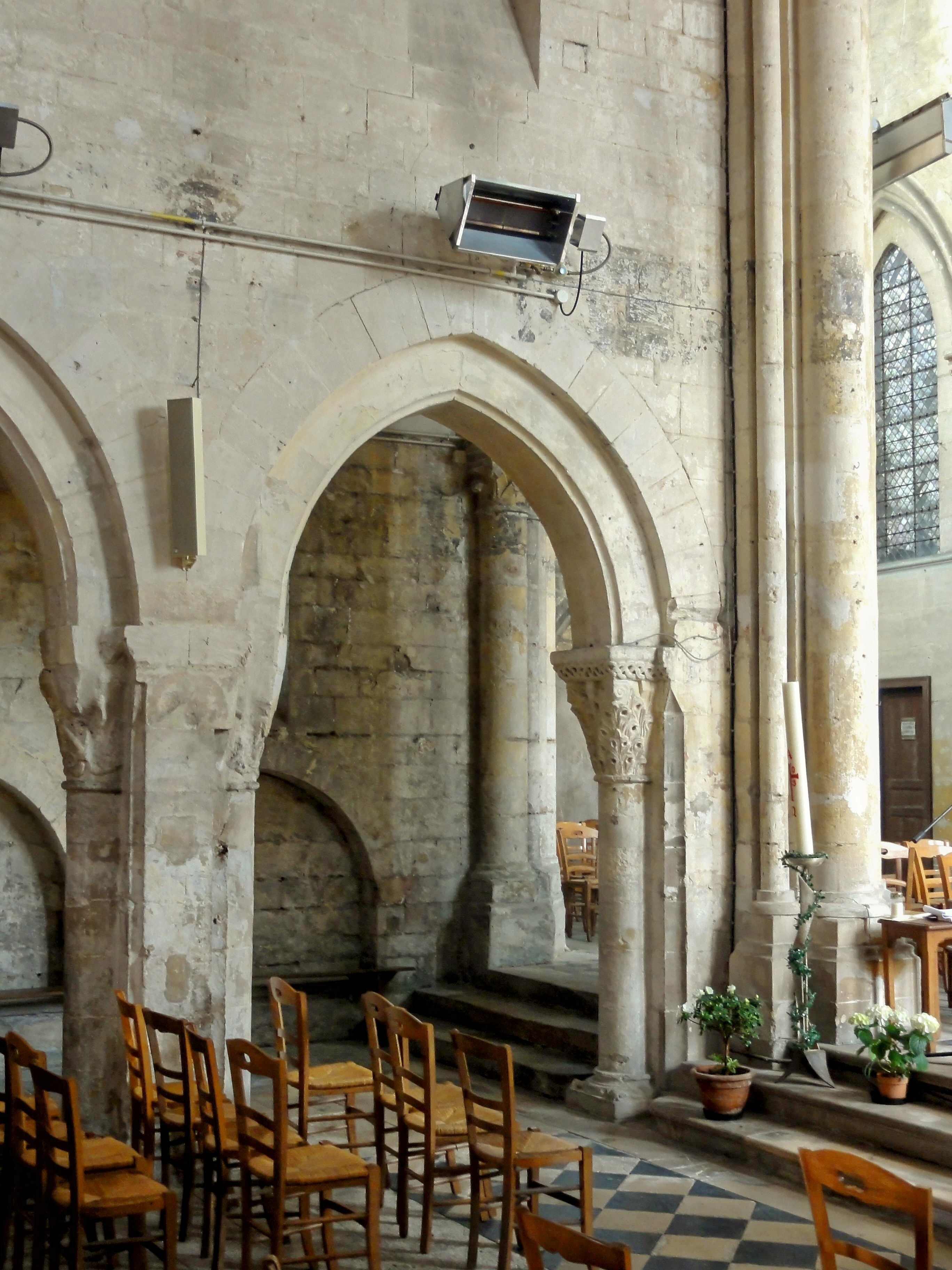
Dernière arcade du nord.
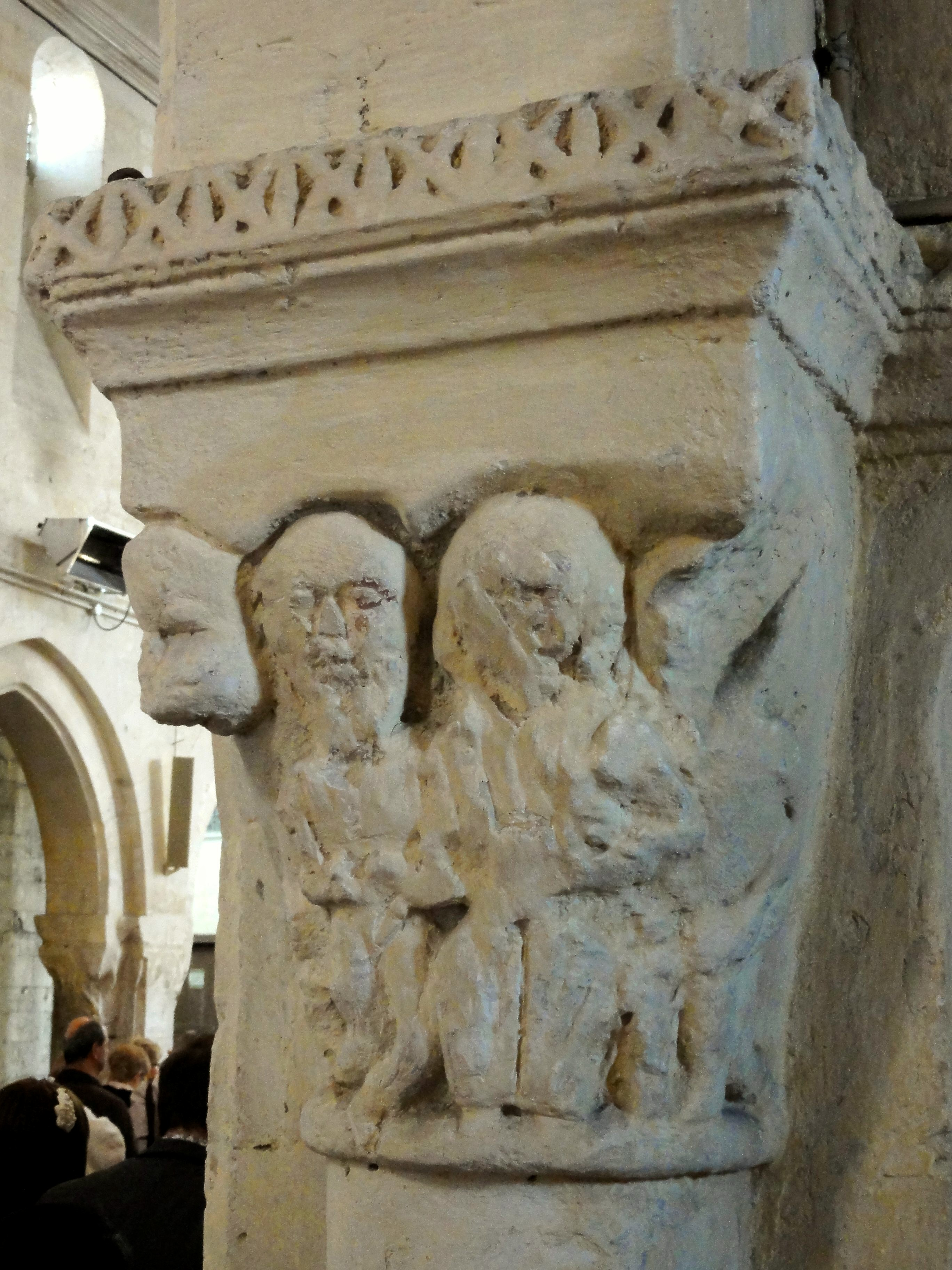
Chapiteau au sud.
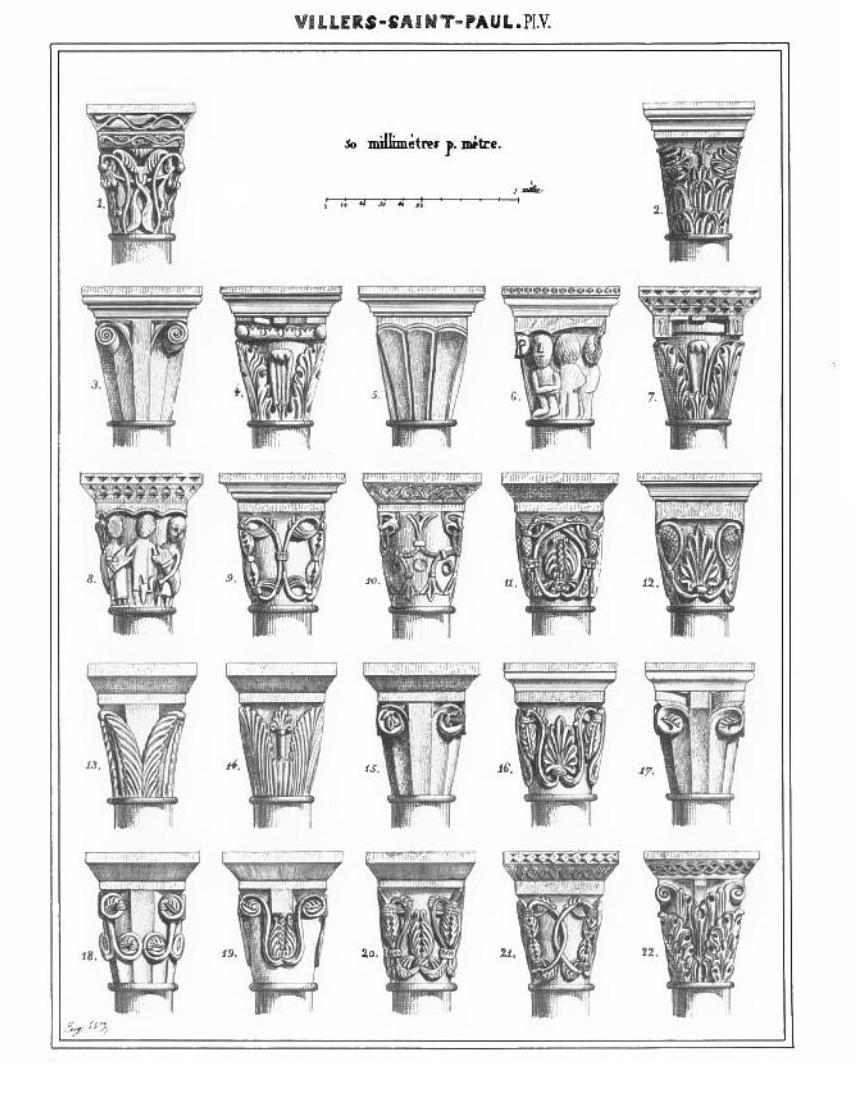
Chapiteaux.

#### Transept, chœur et chapelles latérales

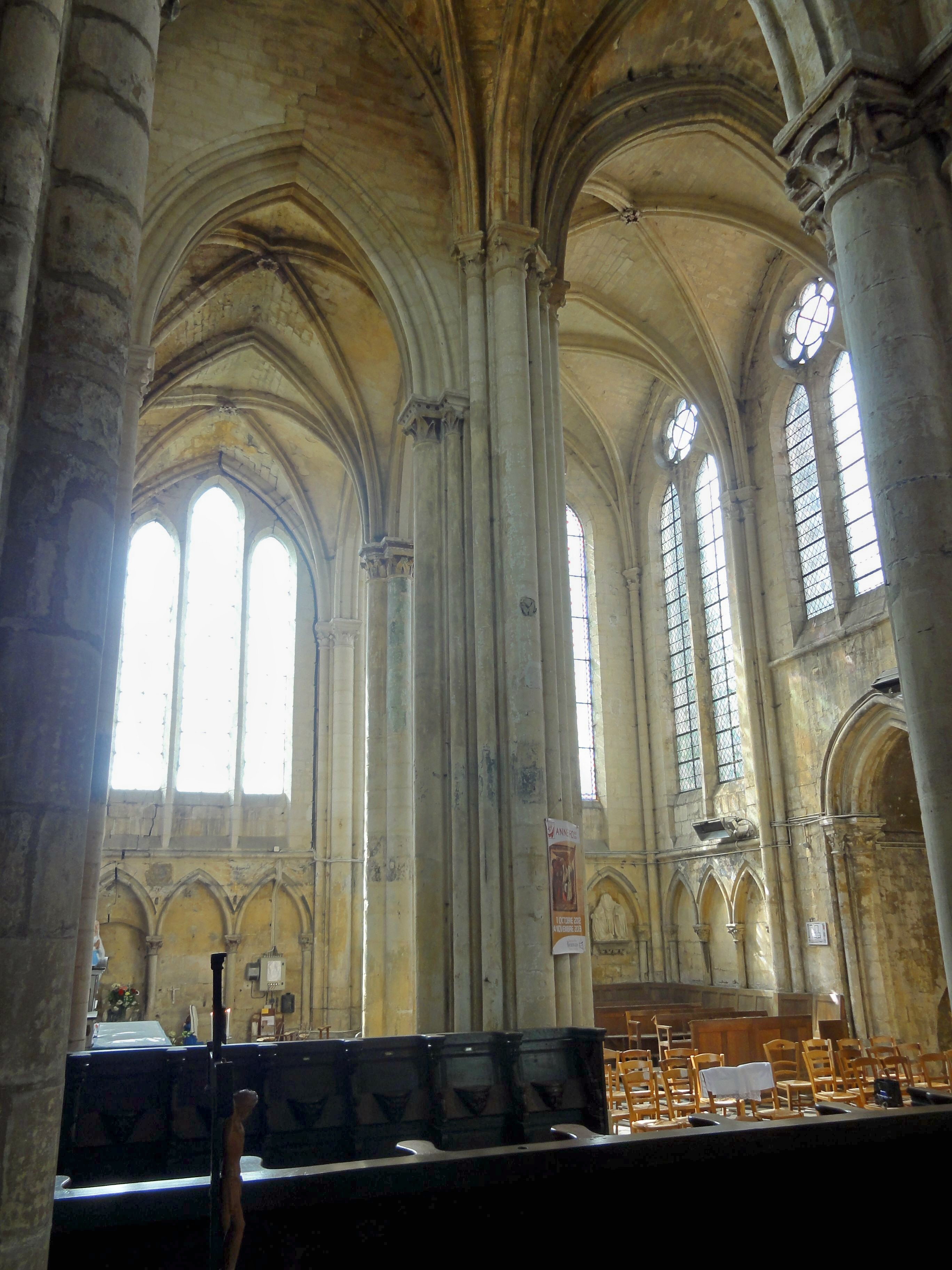
Vue diagonale depuis la chapelle nord.

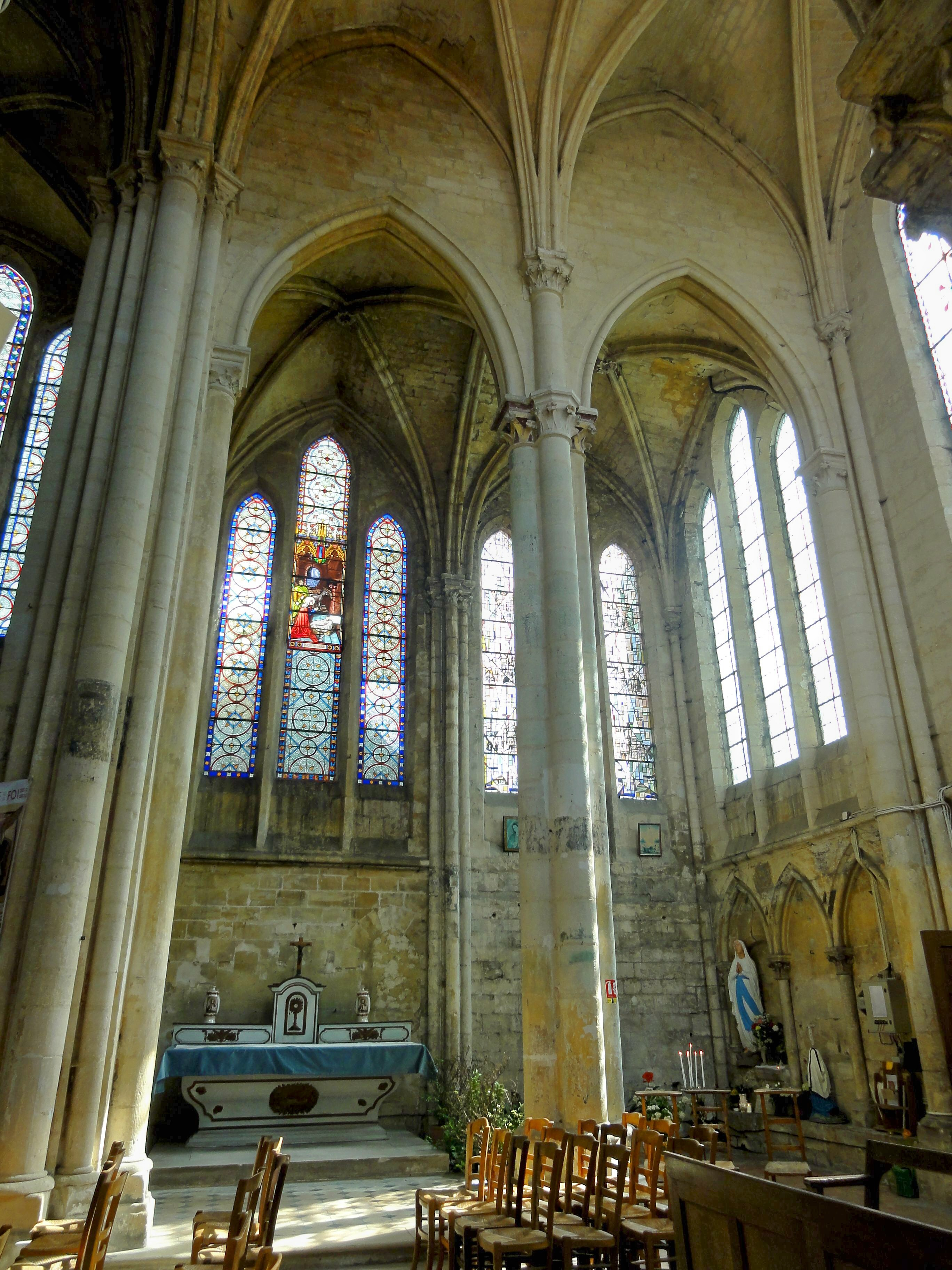
Vue sur la chapelle sud.

L'ensemble oriental, dont la configuration a déjà été décrite, appartient à la période pré-rayonnante ; il est antérieur aux grands chantiers royaux. Le remplage des fenêtres n'existe pas encore, mais la surface vitrée est importante, les arcatures plaquées ornant les soubassements des fenêtres sont déjà très élégantes, et le système des piliers cantonnées de fines colonnettes est bien développé. Dans toute la région, aucune autre église gothique ne possède un transept et un chœur à l'image de Villers-Saint-Paul. Le plan de cet ensemble est unique, bien que les chevets plats et les chœurs-halles soient fréquents dans les environs. Le chevet de Villers-Saint-Paul n'est par ailleurs pas tout à fait plat, mais contient une grande niche sous une arcade brisée, reposant sur des faisceaux de colonnettes à chapiteau. La piscine se situe dans le mur latéral droit de cette niche, qui fait saillie extérieurement. Hormis son plan, ce sont les fenêtres qui rendent les parties orientales particulières. L'abondance et la régularité de l'éclairage est pour Bideault / Lautier l'un des aspects les plus séduisants de l'église. Les fenêtres sont de trois types, toujours sur la base de lancettes appareillées regroupées par deux ou trois, et surmontées par un ou trois oculi, ou pas. Le chevet possède une succession de trois triplets : un pour le chœur, plus haut que les deux autres, et deux pour la chapelle sud. Elle possède un autre triplet du même type dans son mur du sud. Les deux extrémités du transept sont ajourées de triplets d'une forme extraordinaire : la lancette centrale est plus large mais seulement légèrement plus haute que les autres, et toutes les trois sont surmontées d'oculi ronds, dans lesquels des quatre-feuilles s'inscrivent. Les murs occidentaux des croisillons sont percés d'une fenêtre par travée, dont les seuils de celles situées au-dessus des bas-côtés de la nef sont naturellement situés plus haut. Ces fenêtres sont formées par deux lancettes de hauteur égale (ou par une seule au-dessus du bas-côté nord), surmontées d'un oculus rond contenant une rosace à six festons (qui manque au-dessus du bas-côté nord). La chapelle nord fait exception, car en raison de ses hauteur et largeur réduites, elle doit se contenter d'une lancette unique dans son mur oriental. Cette baie contient par ailleurs un fragment du dernier vitrail d'origine qui subsiste dans l'église. Sauf à l'est, les soubassements des fenêtres sont décorés d'arcatures aveugles formées d'arcs brisés retombant sur de fines colonnettes par l'intermédiaire de petits chapiteaux de feuillages ou de crochets. Ces colonnettes sont posées en délit, comme il deviendra la règle pour le remplage des fenêtres à la période rayonnante ,,.
Toutes les voûtes sont quadripartites et peu bombées, et ont des clés de feuillages assez discrets. Le profil des voûtes se compose de deux tores posés sur un bandeau et séparés par un onglet, sauf dans les chapelles, où il s'agit d'un tore en amande entre deux gorges. Les chapiteaux sont tous assez semblables et sculptés de feuillages et de crochets. La plupart conservent leur polychromie en jaune et rouge, où au moins des traces. L'architecte utilise généralement une colonne pour les doubleaux (entre les deux travées des croisillons et les deux travées de la chapelle latérale sud, et entre la croisée et le chœur) ou grandes arcades (entre la croisée du transept, la nef et les croisillons, ainsi qu'entre les chapelles, le chœur et les croisillons). Il utilise une colonnette pour les ogives et pour les doubleaux secondant les grandes arcades, mais uniquement celles entre la croisée et les croisillons, celles ouvrant dans la nef et les bas-côtés, et celles de la chapelle nord. Les autres grandes arcades ne sont pas secondées de doubleaux. Les formerets, par ailleurs absents dans les chapelles, ne disposent jamais de chapiteaux et colonnettes propres, mais pénètrent dans les ogives avant que ces dernières ne rejoignent les chapiteaux. Un pilier échappe à la règle ; il s'agit de celui au centre entre la chapelle sud et le croisillon sud. Il est cantonné de quatre colonnes mais d'aucune colonnette, les ogives n'ayant donc pas de supports qui leur sont propres. Cette solution confère une élégance particulière à l'espace intérieur grâce à la minceur de ce pilier cantonné. L'on y voit une autre particularité : La colonne qui reçoit le doubleau et deux ogives du croisillon sud possède deux chapiteaux, un à la hauteur de ceux des chapelles, et un autre à la hauteur de ceux du transept et du chœur. Une disposition identique existe dans le chœur de l'église Saint-Martin de Plailly. Quant à la chapelle nord, les supports y sont plus nombreux qu'ailleurs, et ses arcades, par ailleurs nettement plus basses que celles de la chapelle sud, sont toutes secondées par des doubleaux : il s'agit ici de rendre plus gracieux des piliers de fortes dimensions, ayant comme mission de consolider le clocher situé à côté. L'épaisseur des piliers cantonnés réduit considérablement la largeur utile de l'arcade vers le croisillon nord, qui est ainsi très exhaussé pour atteindre malgré tout la hauteur des arcades voisines. Le même constat peut être fait pour le formeret au-dessus,,.

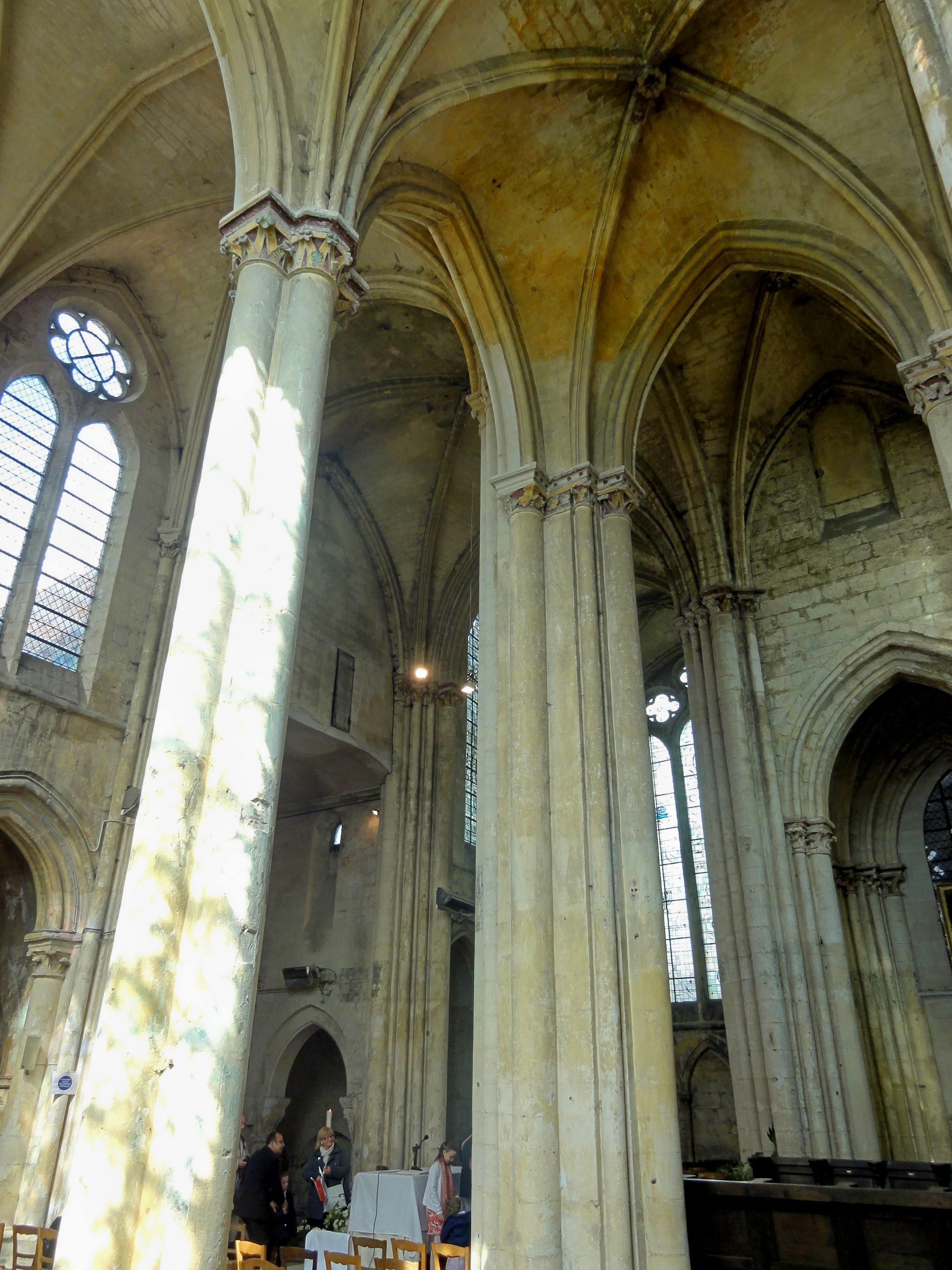
Vue diagonale.
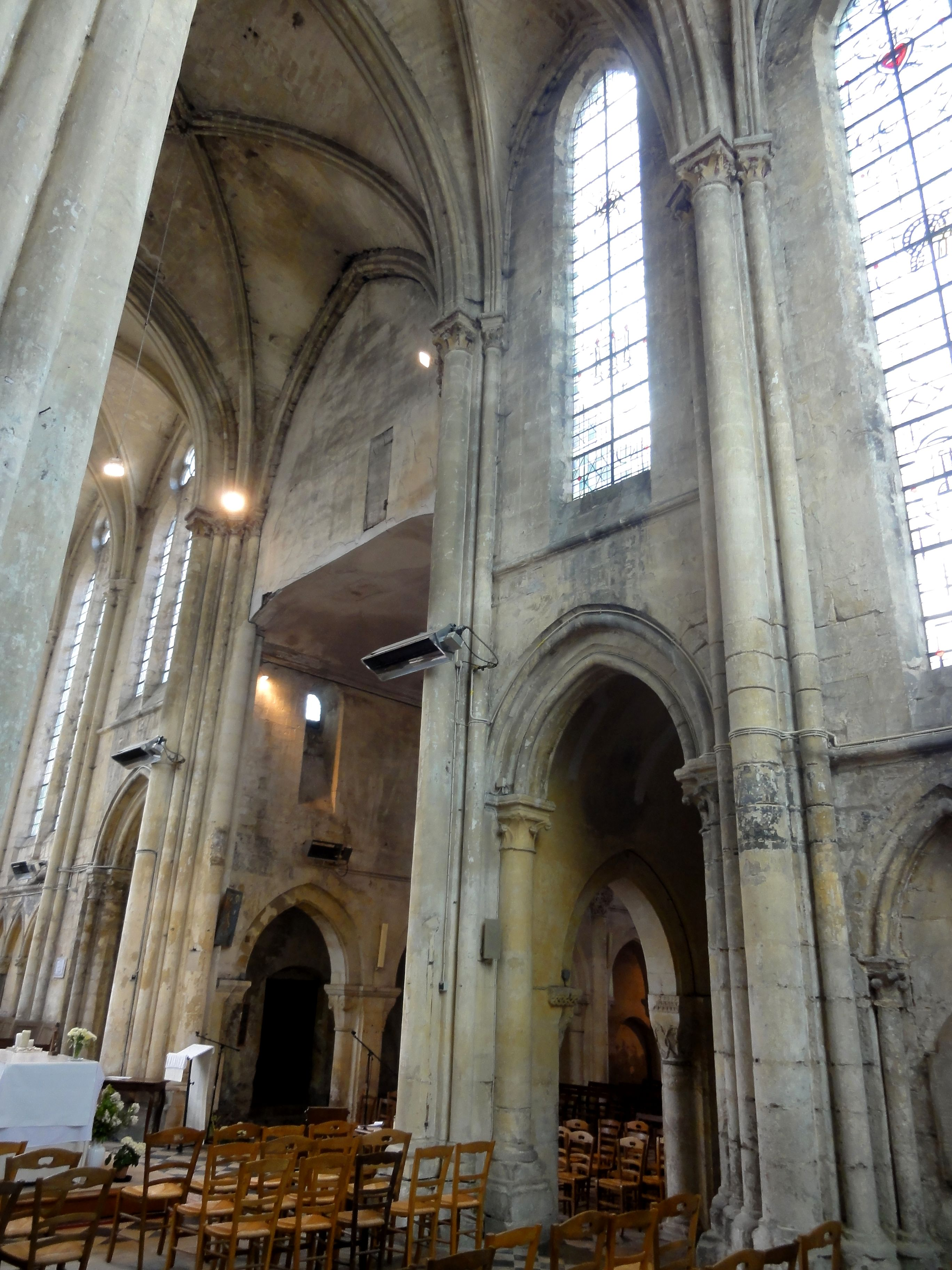
Jonction avec la nef.
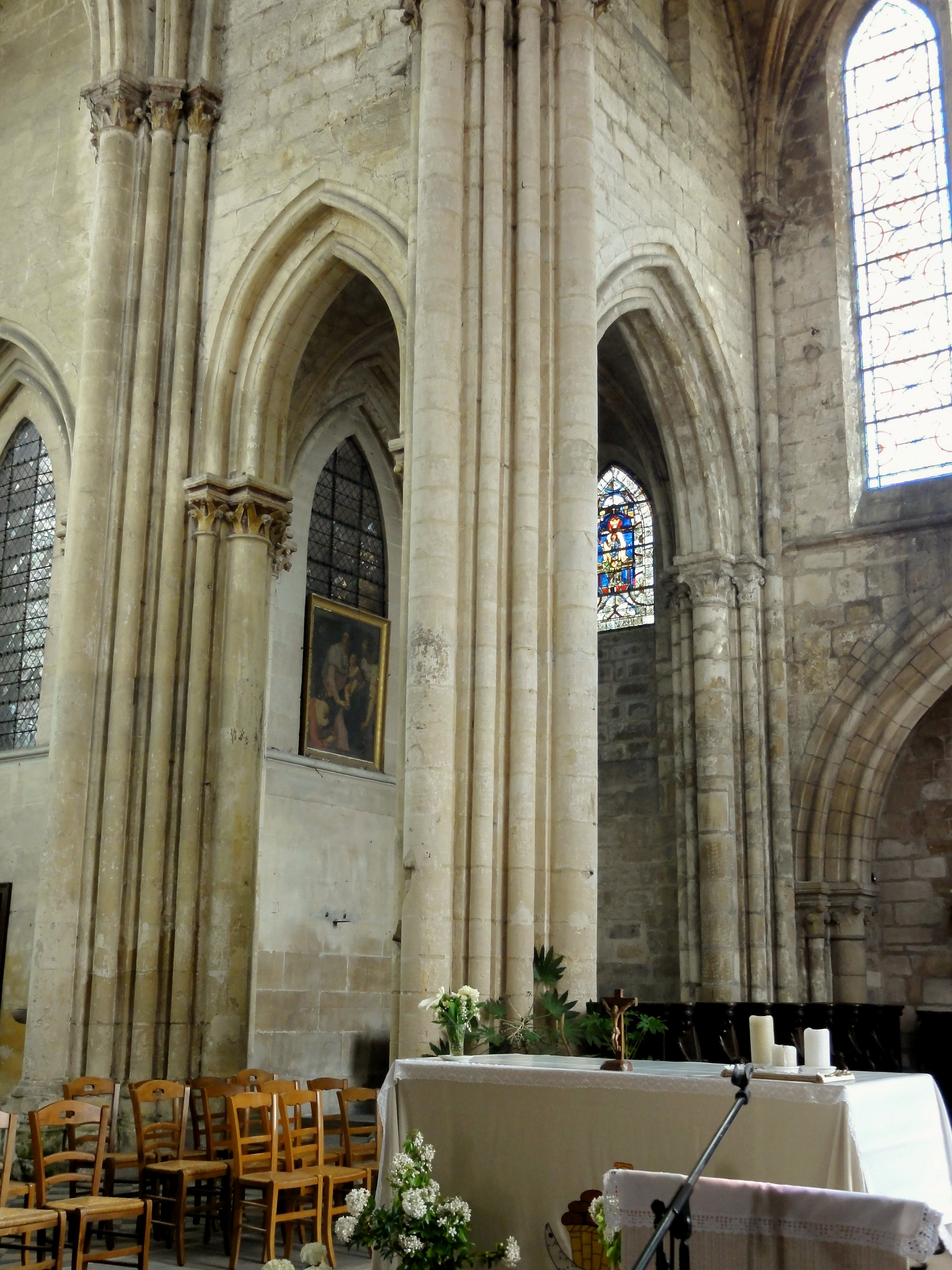
Chapelle latérale nord.
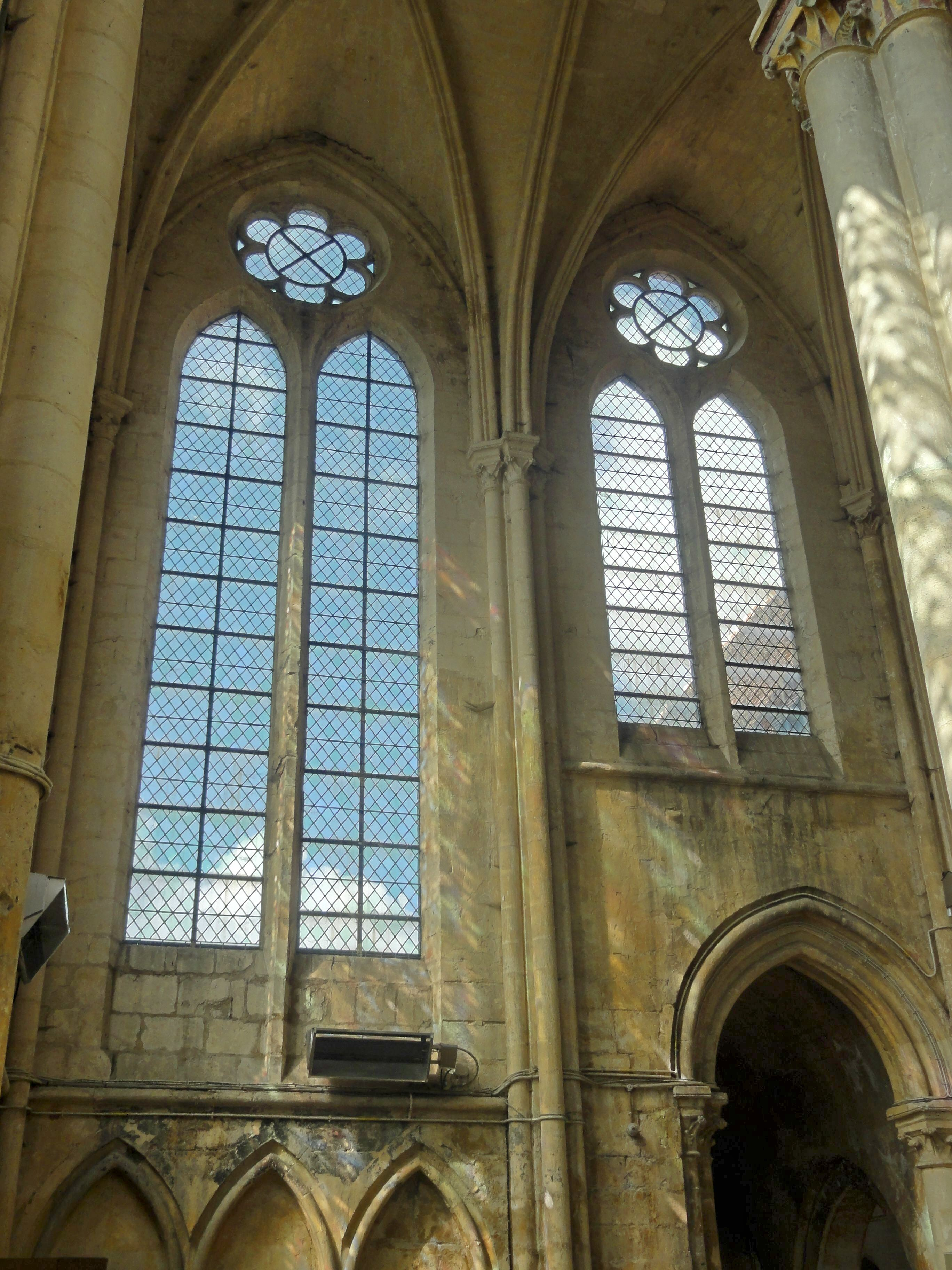
Fenêtres occidentales.
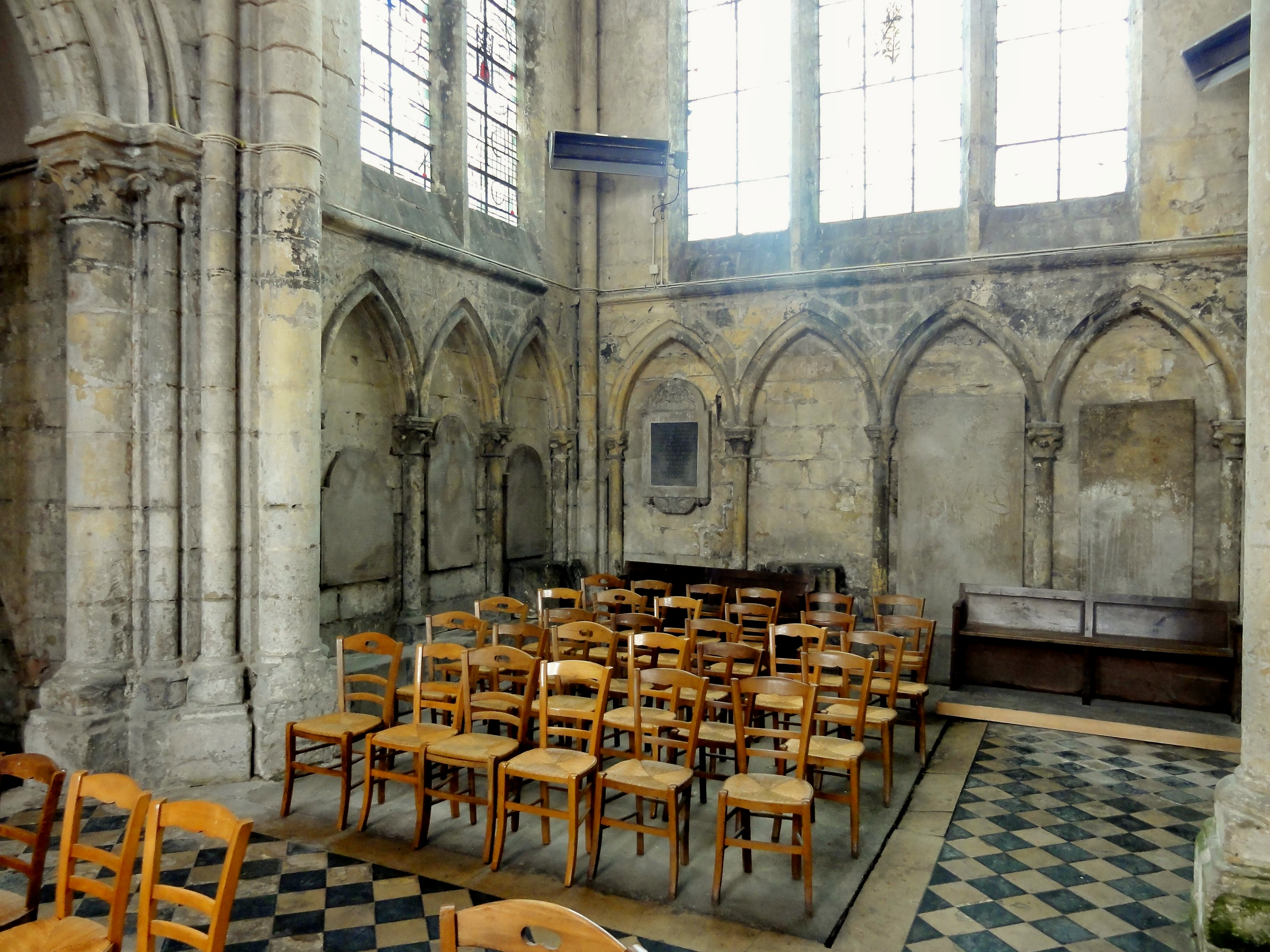
Arcatures plaquées.
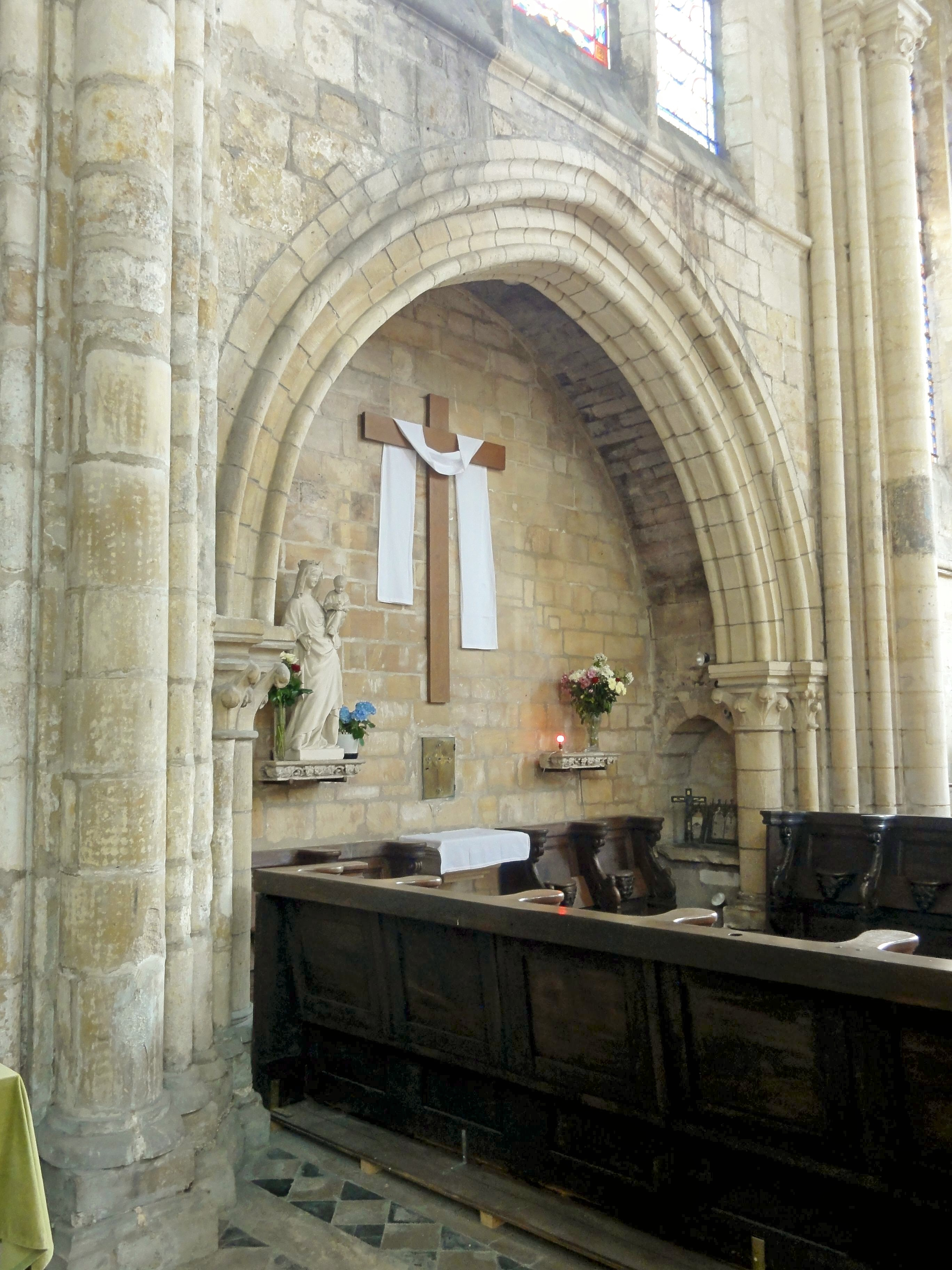
Niche du chœur.

### Extérieur

#### Façade occidentale

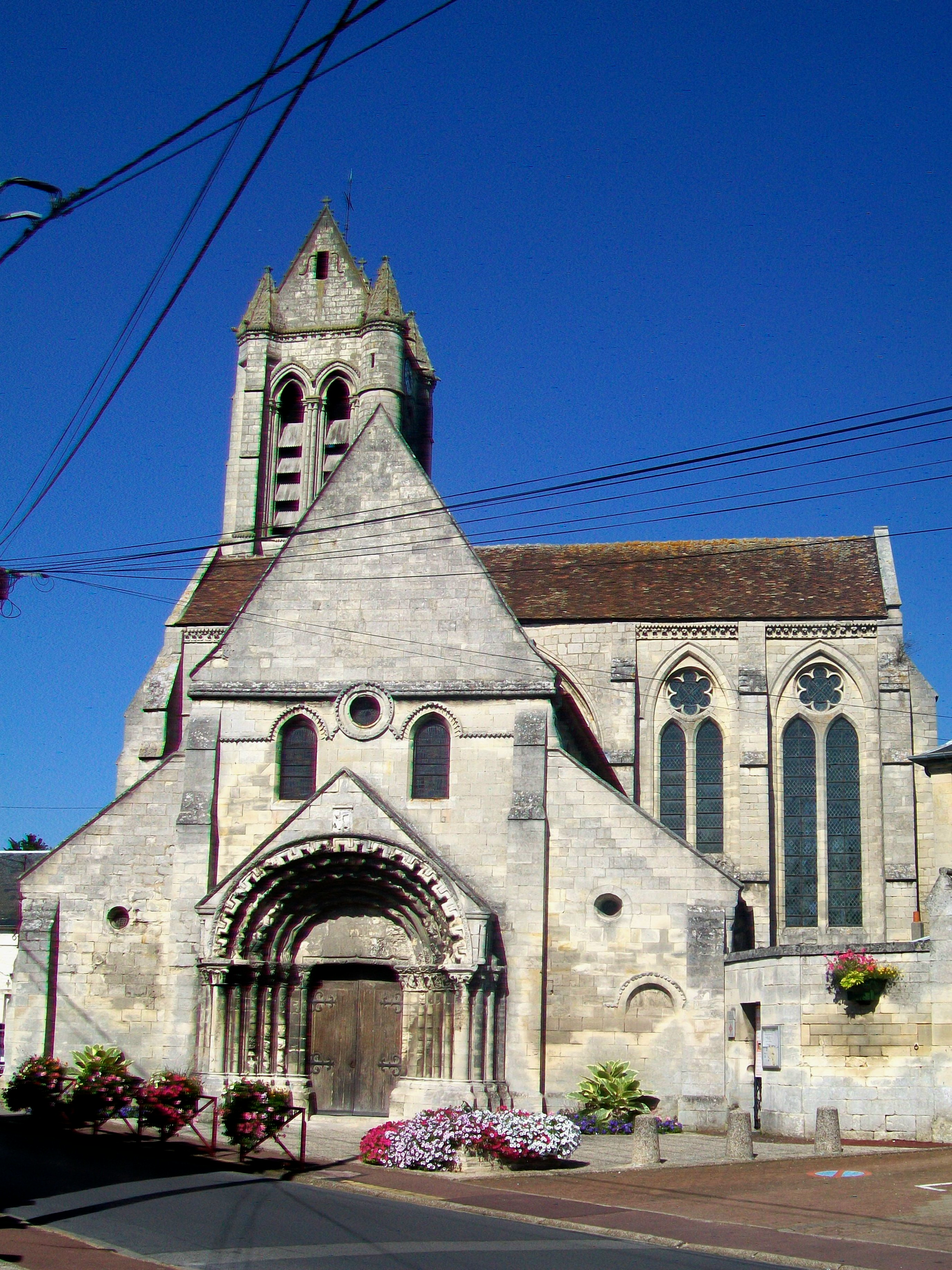
Façade occidentale.

Le portail de Villers-Saint-Paul a certainement servi de modèle à celui de l'église Saint-Michel-et-Saint-Vaast de Catenoy, et se rapproche également de celui de l'église Notre-Dame-de-la-Nativité de Lavilletertre. Son décor est entièrement construit en saillie devant la façade, et s'inscrit dans un gâble comme il est fréquent sur la rive gauche de l'Oise, permettant de couvrir cet avant-corps. Les tores aux angles du gâble sont eux-mêmes décorés, et le gâble porte un petit bas-relief, où Eugène Lefèvre-Pontalis pouvait encore identifier en 1886 un homme nu monté sur un lion. Quarante ans plus tôt, Eugène Woillez voyait par contre une figure vêtue d'un manteau et terrassant un lion. D'après Bideault / Lautier, il doit s'agir de Samson et le lion. L'archivolte est en plein cintre et constituée de cinq voussures superposées posées dans des ébrasements successifs, qui sont rapprochés de sorte que l'on ne les aperçoit pas sous le décor sculpté. Les voussures retombent sur les tailloirs de deux groupes de cinq colonnettes, dont les deux placées le plus en avant sont deux fois plus larges que les autres. Comme particularité, les colonnettes jouxtant la porte sont situées à quelque écart, et les piédroits de la porte sont flanqués par des tores suggérant des colonnettes, et se terminent par des chapiteaux portant le linteau de la porte rectangulaire à double vantail. Une autre particularité sont les deux groupes de trois colonnettes supplémentaires placées en retrait à l'extérieur du portail, afin d'éviter une saillie abrupt de ce dernier. En regardant en face, l'on n'aperçoit que deux colonnettes de chaque côté, car les dernières sont placées exactement l'une devant l'autre. Au-dessus des chapiteaux de ces colonnettes, les angles de l'avant-corps sous le gâble sont adoucis par des colonnettes plus minces et très courtes.
Il n'y a pas de jonction à vraie dire entre les colonnettes ainsi superposées, disposition qui paraît maladroite. Toutes les colonnettes sont par ailleurs appareillées et restent nues, à l'instar du tympan du portail : le décor sculpté se concentre sur l'archivolte et les chapiteaux. De l'extérieur vers l'intérieur, l'archivolte est orné de frettes crénelées, d'un rinceau de feuillages, d'un double rang de bâtons brisés, d'un tore simple et d'un double rang de bâtons brisés plus fins que les précédents. Quant aux chapiteaux, ils montrent des tiges entrelacées, des feuilles d'eau, des fleurs d'iris, et des têtes grimaçantes. Le portail est de quelques années postérieur à la façade ; en tout cas, il n'a pas été bâtie simultanément avec la nef, car une rupture est visible dans l'appareil au revers de la façade. Il occupe toute la largeur du mur occidental de la nef et est délimité à gauche et à droit par les contreforts de la nef, qui sont plats et se terminent par deux glacis superposés, très fortement inclinés. Les deux fenêtres en tiers-point en haut du mur sont surmontées par un cordon en dents de scie et un cordon de fleurs de violettes (d'après Woillez, qui semble avoir vue le plus juste), qui se poursuit au niveau des impostes vers les extrémités, et autour de l'oculus central. Si le pignon lui-même reste nu et dépourvu d'ouvertures, une frise de petits cônes tronqués couronnés par des dents de scie court le long de sa base. Concernant les murs occidentaux des bas-côtés, ils présentent également des contreforts plats, mais avec un unique glacis en hauteur, et ils sont percés chacun d'un minuscule oculus non décoré. À droite, c'est-à-dire sur le mur du bas-côté sud, subsiste l'archivolte plein cintre et garni d'un cordon de dents-de-scie d'une porte entièrement disparu (l'appareil a dû être fait à neuf ici),,,.

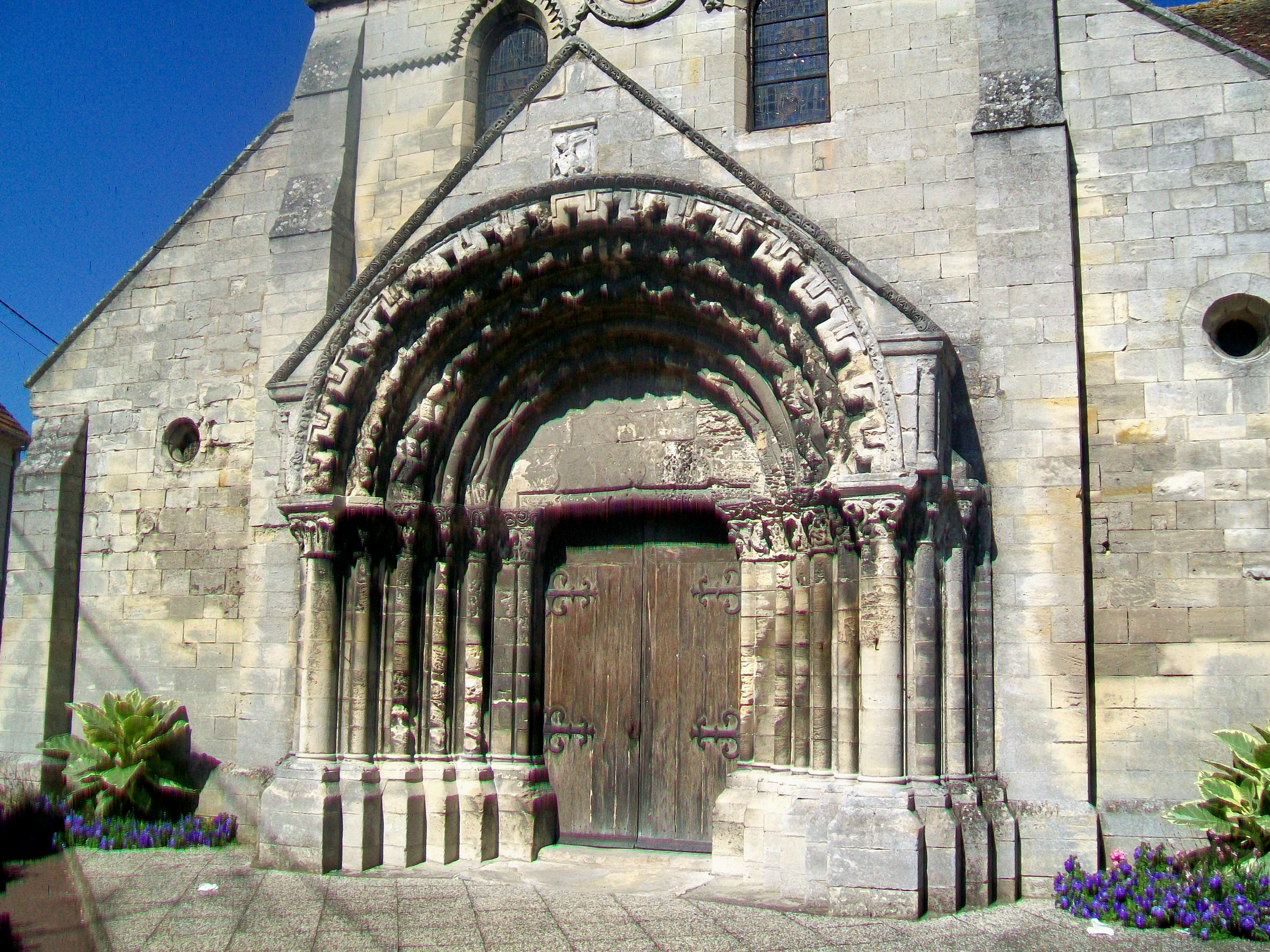
Portail occidental.
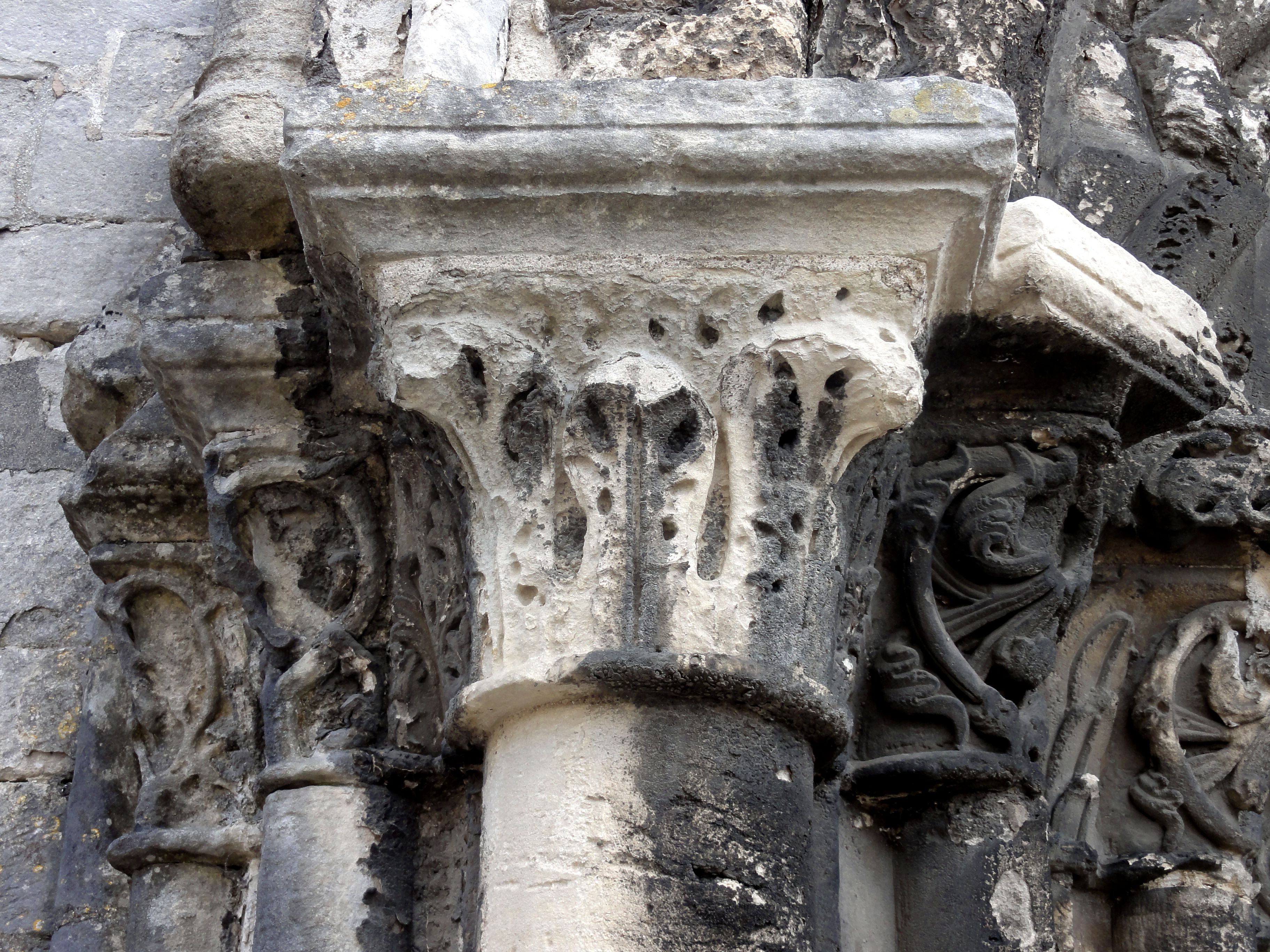
Chapiteau le plus avancé à gauche et chapiteaux voisins.
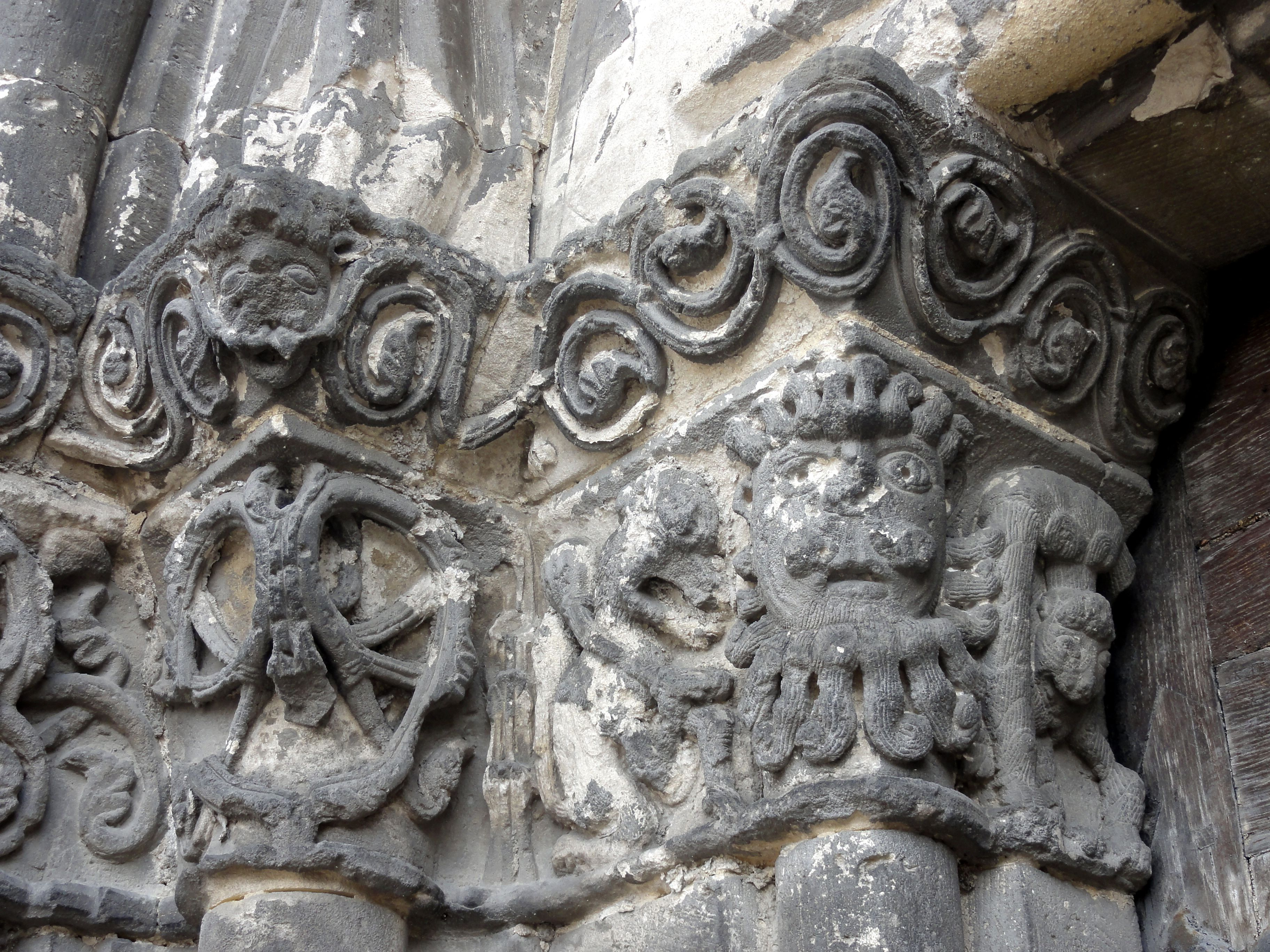
Chapiteaux à gauche de la porte.
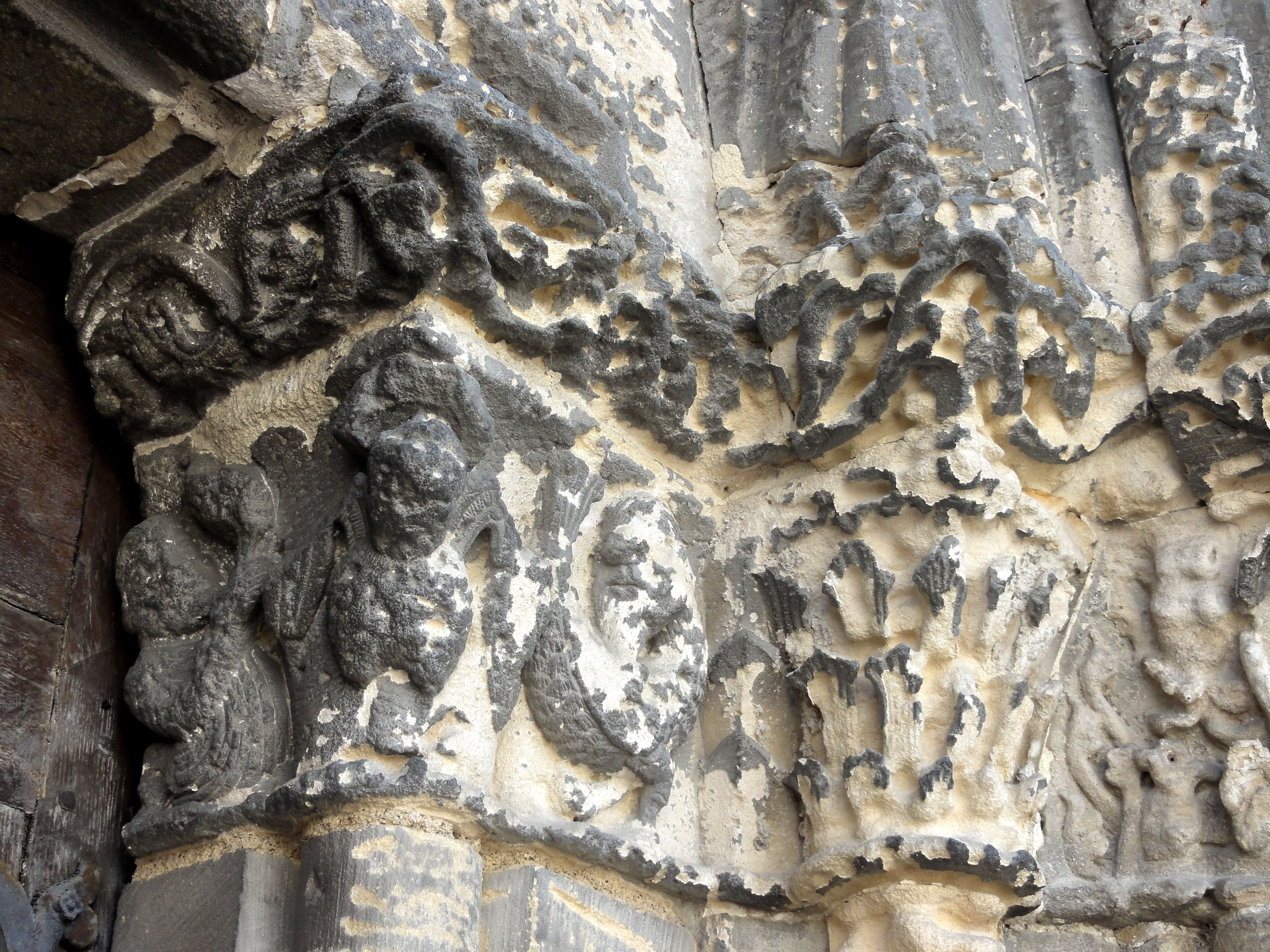
Chapiteaux à droite de la porte.
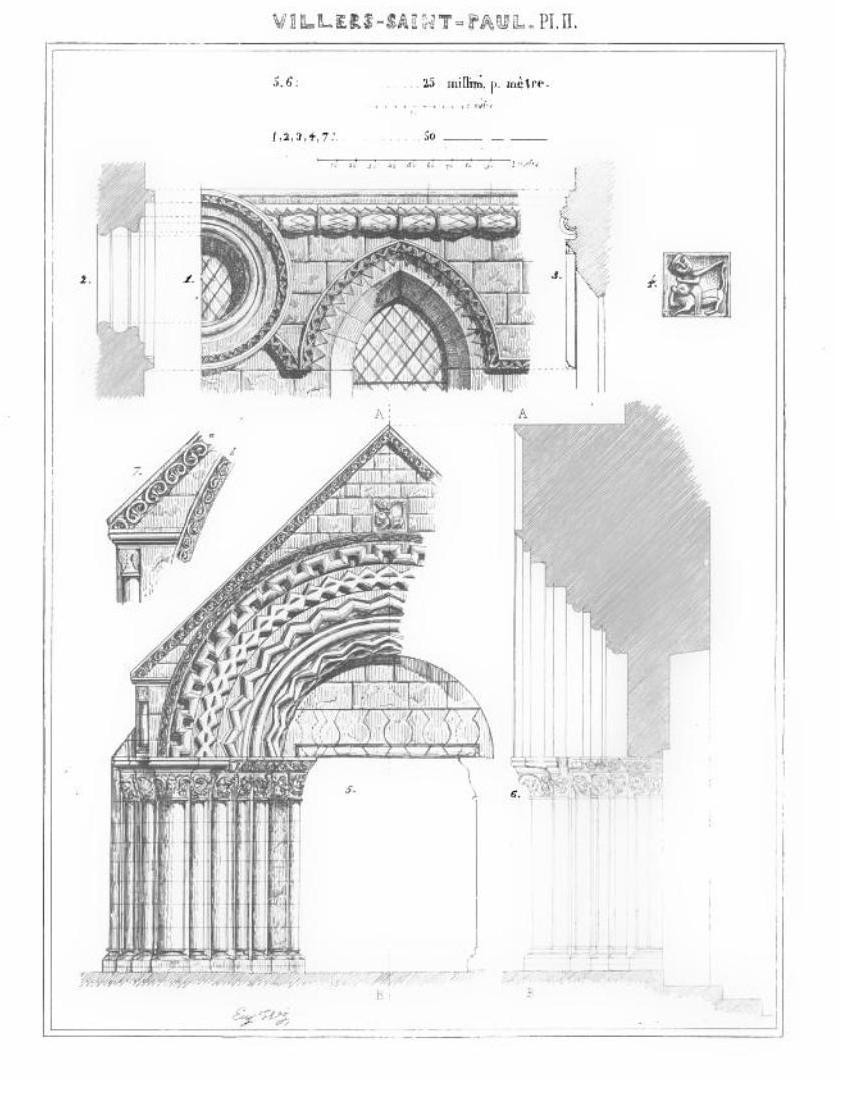
Détails de la façade et du portail.
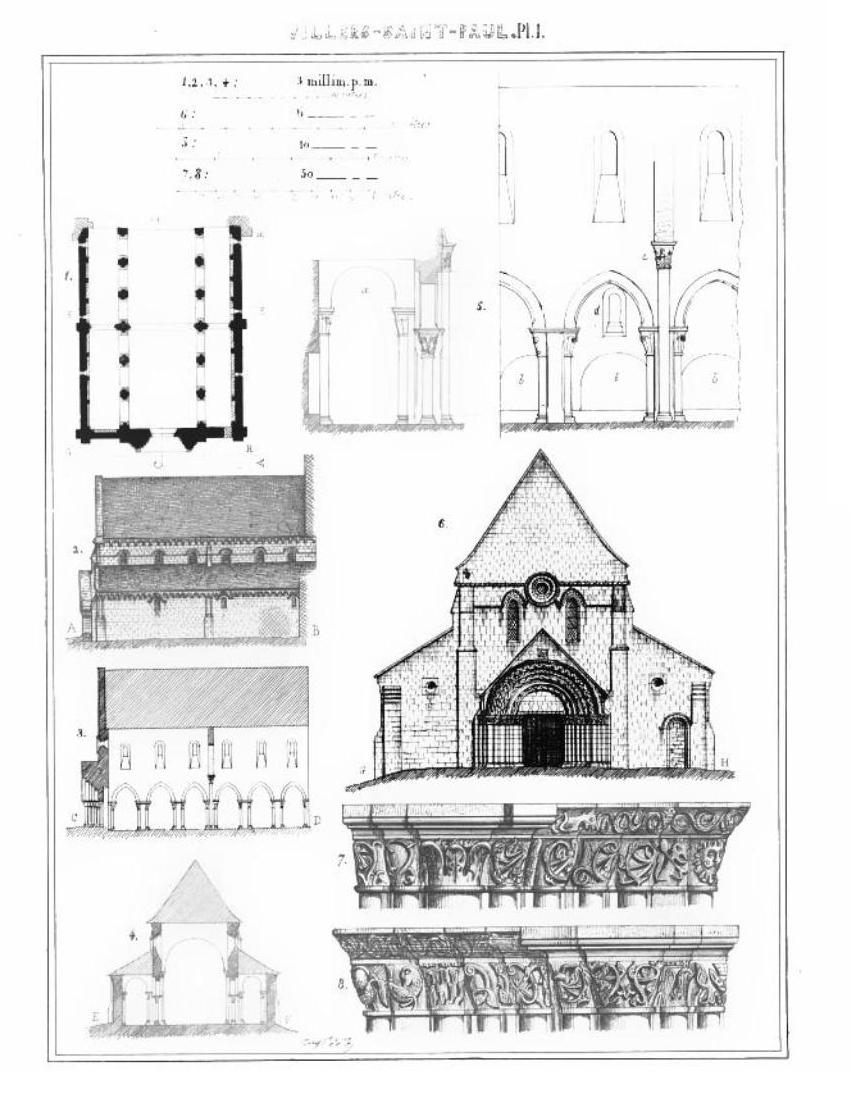
Élévations et coupes de la nef ; chapiteaux du portail.

#### Élévations latérales de la nef

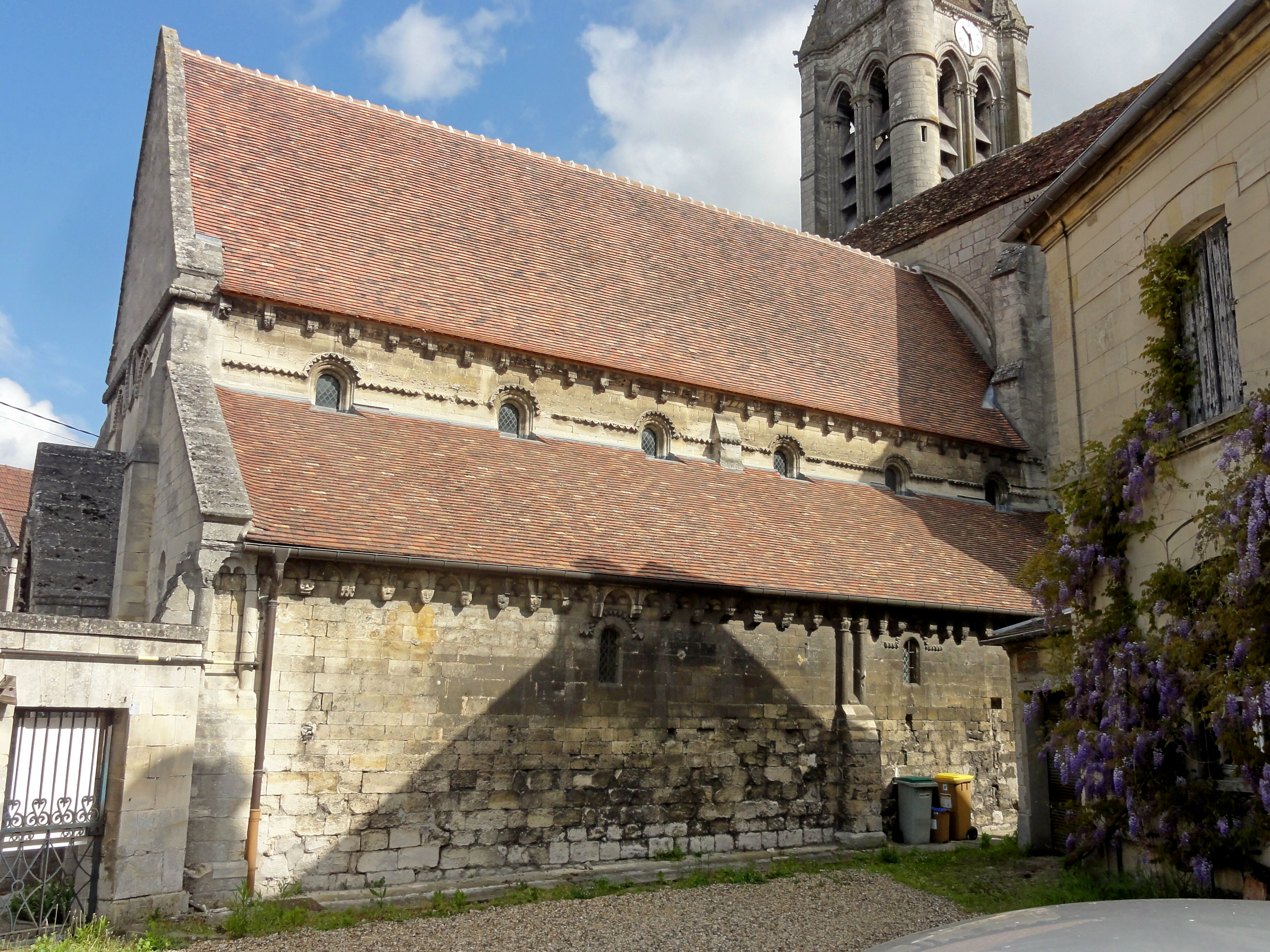
Nef et bas-côté sud.

Les élévations latérales sont loin de présenter la rusticité des nefs romanes des petites églises rurales de la même époque. Elles se trouvent également dans un état de conservation tout à fait remarquable, et le décor sculpté n'a pas souffert d'érosion tel que ce fut le cas sur des parties du portail occidental. Les fenêtres hautes, à moitié obturées par les toits des bas-côtés rehaussés, sont entourées d'une succession de moulures de bon effet, et elles sont surmontées par un cordon de fleurs de violette (à ne pas confondre avec la pointe-de-diamant) qui se poursuit sur les murs au niveau des impostes. Un unique contrefort subdivise le mur en son centre, et le cordon cité englobe également ce contrefort. Mais c'est la corniche en haut du mur qui représente l'élément le plus singulier des murs latéraux, et elle n'a pas son pareil dans le Beauvaisis. Elle est formée par vingt-neuf modillons régulièrement espacés, qui ne montrent non seulement les têtes grimaçantes et monstrueuses habituelles, mais également des têtes d'animaux, parfois deux têtes à la fois, de petits personnages et des décors géométriques. L'espace entre deux modillons est également occupé par des décors en bas-relief, qui sont ici moins conventionnels que sur les modillons : l'on note, entre autres, un serpent avec une tête, une sirène, deux oiseaux avec des têtes humaines, un genre de cheval préhistorique crachant du feu, deux vaches se faisant face, un personnage évoquant un totem, deux personnes dont les corps et les membres s'entremêlent, un homme, un genre de chauve-souris fantastique, un instrument à cordes, des fleurs de lys, un homme à tête de lion... Les bas-côtés possèdent une corniche différente, rythmée également par des modillons, le plus souvent sculptés en masques. Cette corniche est identifiée par Dominique Vermand comme précurseur de la corniche beauvaisine, qui connaît ensuite une forte diffusion dans le Beauvaisis et dans le Vexin français, qui se maintient pendant la période gothique primitif et qui connaît ses dernières applications dans la région vers 1200, mais continue d'exister en Normandie. Les modillons supportent donc de petites arcades plein cintre, dans lesquelles s'inscrivent deux arcades plus petites. Le relief est encore très fort ici, et se réduit successivement à seulement deux à trois centimètres pendant les décennies suivantes. Les deux premières modillons retombent par ailleurs sur deux fines colonnettes à chapiteaux, tout comme les deux modillons du milieu, et ces colonnettes prennent appui sur les contreforts qui ne vont donc qu'à mi-hauteur des murs. Les fenêtres des bas-côtés sont surmontées par des cordons d'étoiles ou de chevrons évidés, comme le formule Eugène Woillez, mais ne sont pas entourées de moulures comme en haut de la nef. Une porte du XIIIe siècle se trouve près du transept,,,.

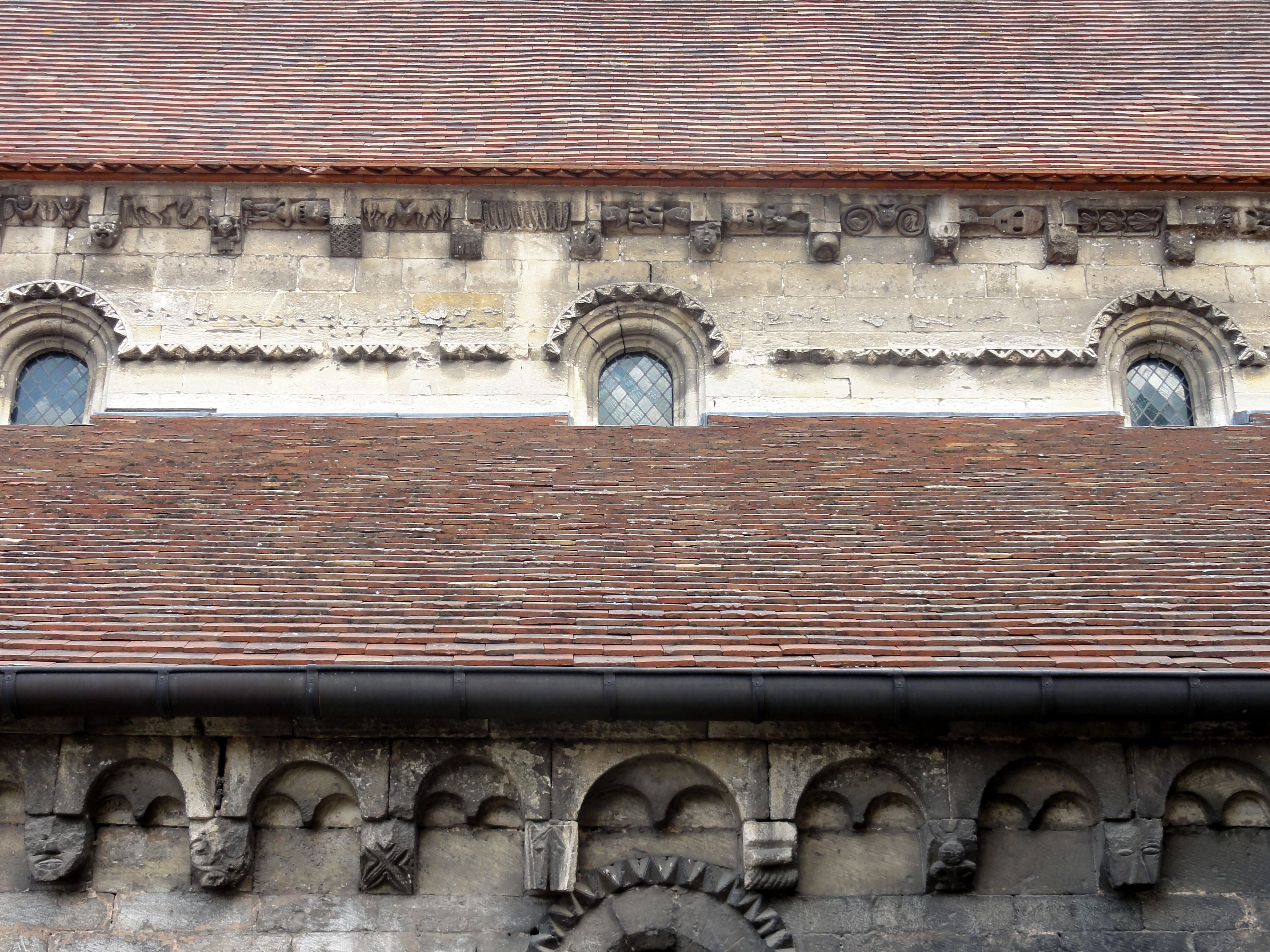
Corniches au sud.
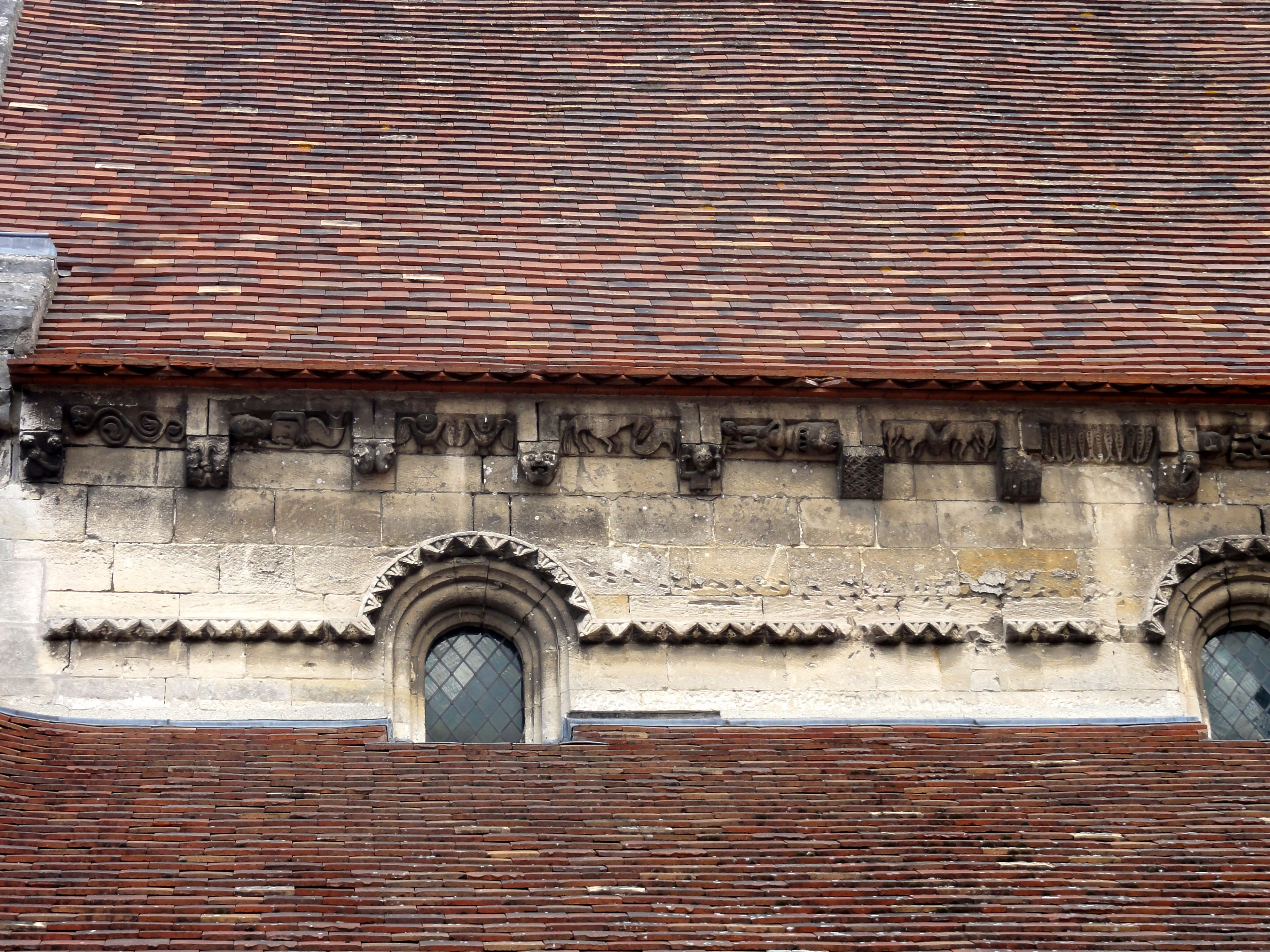
Corniche de la nef au sud.
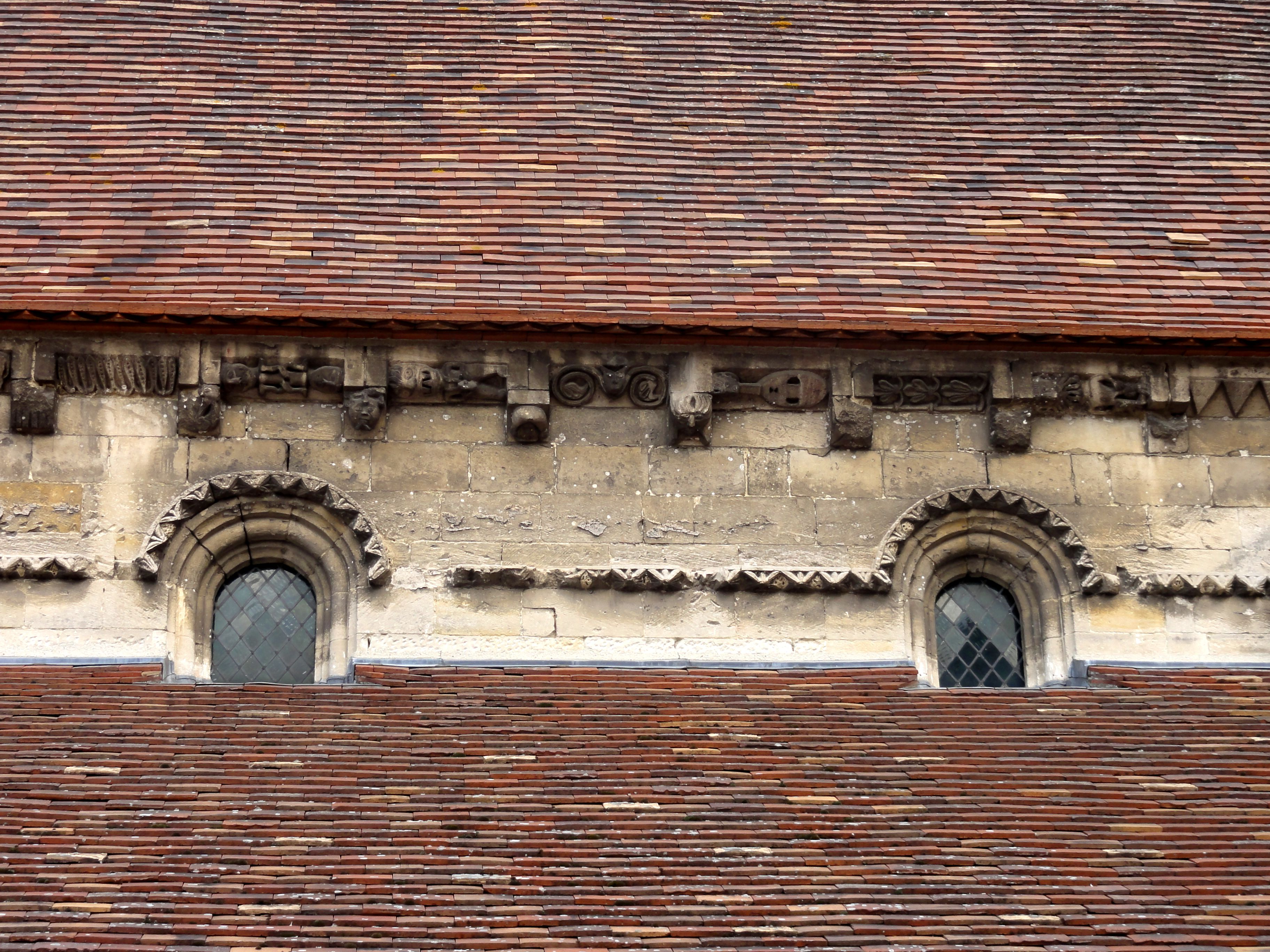
Corniche de la nef au sud.
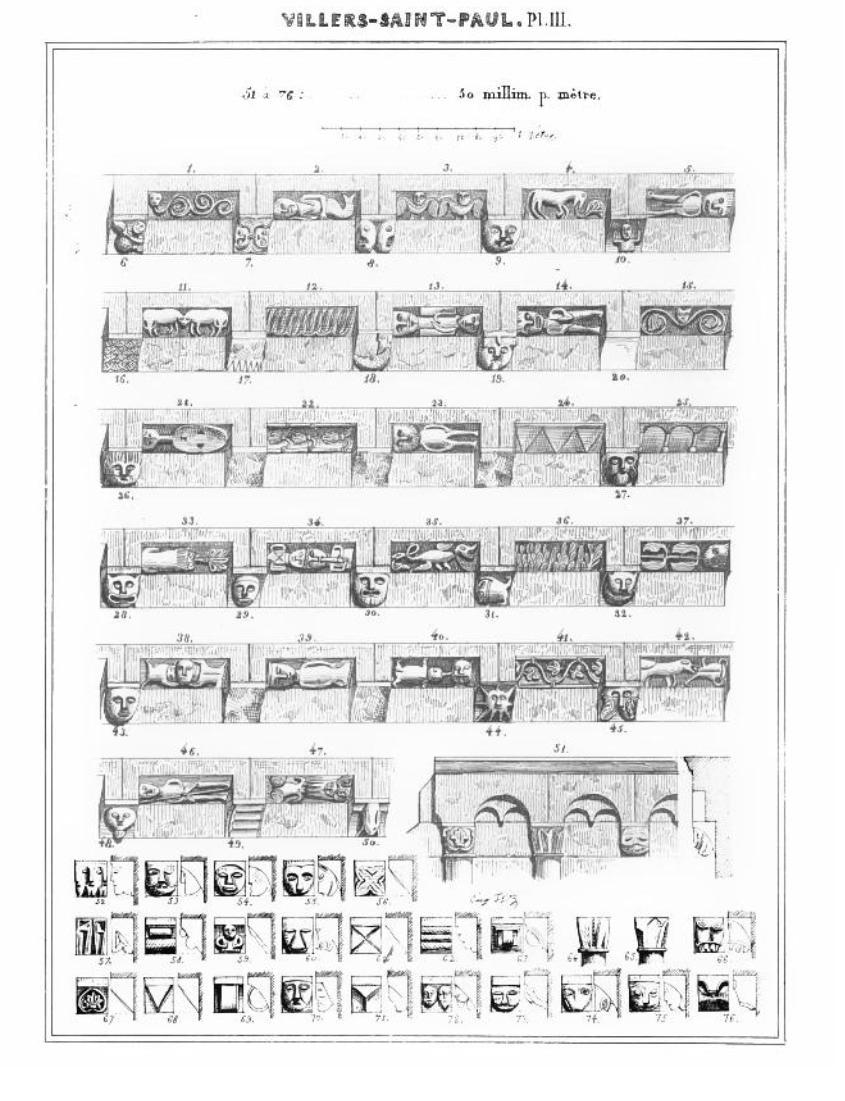
Corniche de la nef.
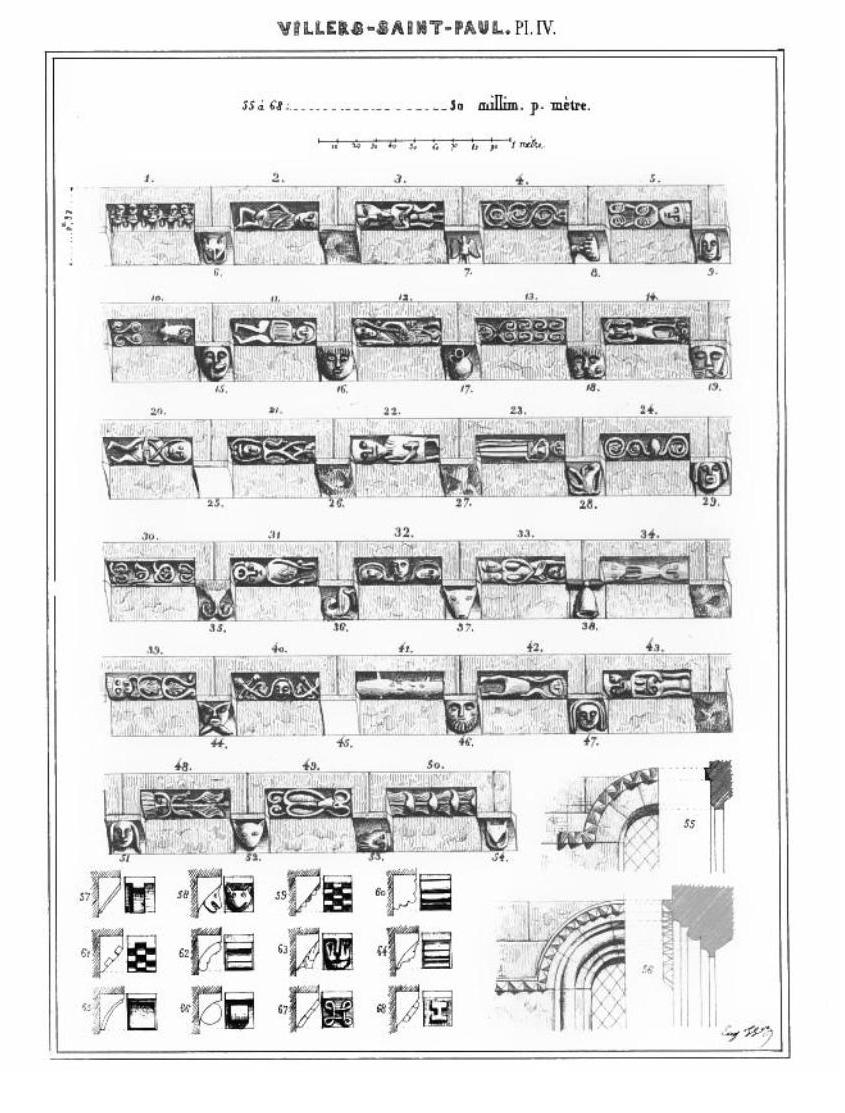
Corniche de la nef.

#### Transept et chœur
L'extérieur du transept et du chœur ne trouve pas l'approbation de tous les auteurs. Leur silhouette est qualifié d'étrange par Bideault / Lautier, qui critiquent également la faiblesse de l'organisation des masses, la nudité et la platitude des surfaces, et la rigueur des volumes scandés uniquement par les contreforts, aboutissant à une grande sévérité comme déjà signalé plus haut. Ce constat est toutefois à relativiser, car l'élévation orientale donnait vers l'extérieur du village, et l'élévation méridionale seulement sur le domaine du prieuré, et très fréquemment, seulement les élévations donnant sur les parties habitées sont soignées. L'élévation septentrionale tourné vers le centre du bourg comporte le clocher et les constats faits ci-dessus ne s'appliquent donc pas. Par ailleurs, les murs gouttereaux sont tout de même couronnés par des frises très élaborées. Toutes les fenêtres s'inscrivent dans des arcs de décharge surmontés par un simple sourcil. Ces arcs de décharge sont en tiers-point pour les paires de deux lancettes, en arc brisé pour les trois triplets de la chapelle sud, et en plein cintre pour le grand triplet du chevet. Les seuils des fenêtres sont formés par des glacis fortement inclinés, qui se terminent par un larmier qui court tout autour de l'ensemble oriental, y compris pour les contreforts. Ces derniers sont particulièrement massifs et entrecoupés par deux autres ressauts formant larmier. La façade méridionale comporte un pignon pour le croisillon sud, et un demi-pignon s'appuyant contre le premier, correspondant au toit en appentis de la chapelle latérale sud. L'architecte a reproduit cette silhouette sur la façade orientale, où un demi-pignon semblable surmonte la travée septentrionale de la chapelle sud et s'appuie contre le pignon du chœur. Ce demi-pignon est purement décoratif, et en raison de la proximité du clocher, l'architecte a renoncé a en créer un second au-dessus de la chapelle nord. Sa petite fenêtre est dépourvue d'arc de décharge, la frise fait défaut et cette travée paraît comme écrasée entre le chevet, à gauche, et le clocher, à droite. En ce qui concerne l'élévation occidentale, en grande partie dominée par la nef romane et ses bas-côtés, la grande arcade moulurée au-dessus du toit de la nef reste à rappeler, témoignant du projet non réalisé de construire une nef voûtée à la même hauteur que le transept et le chœur,,.

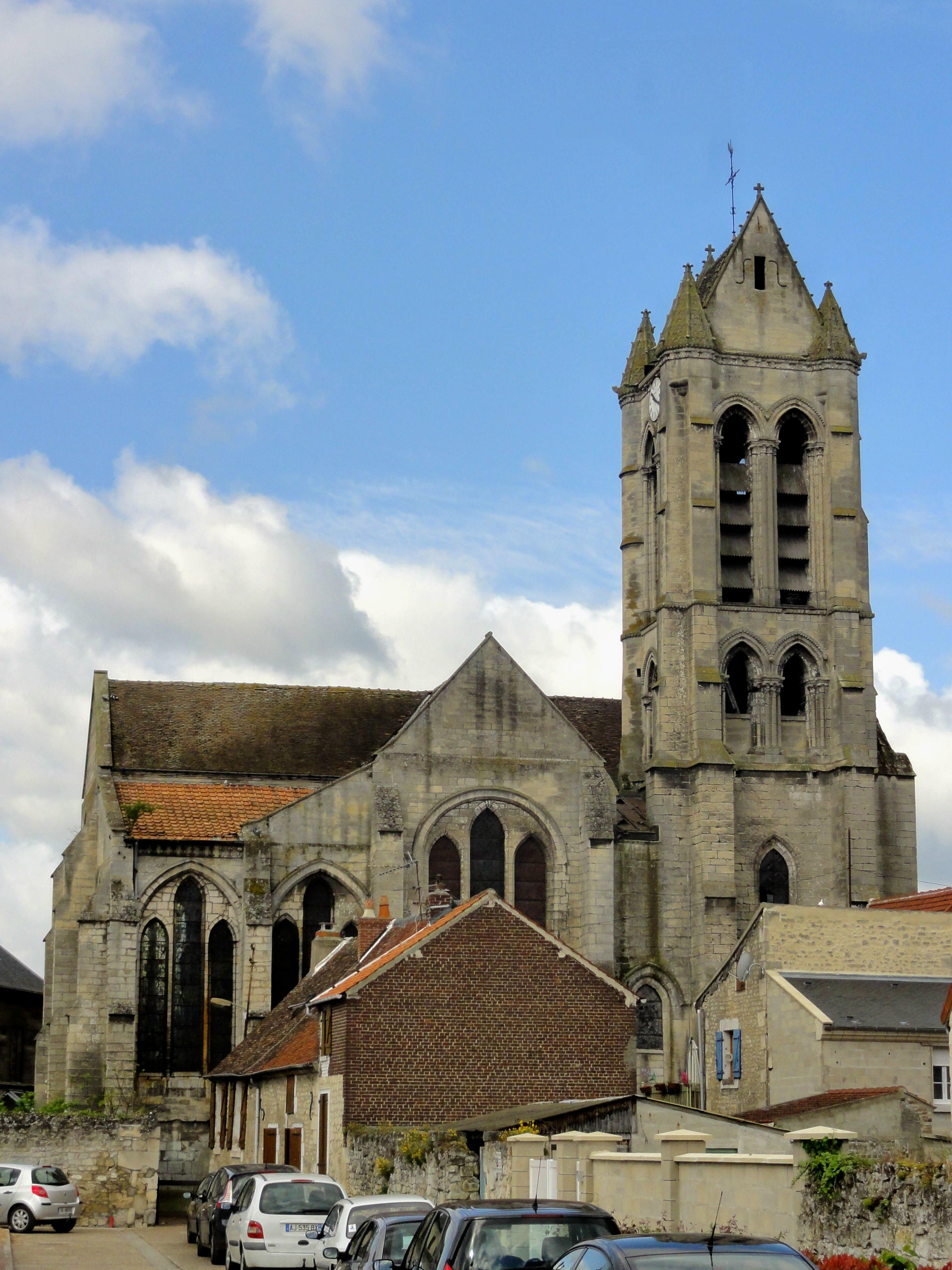
Élévation orientale.
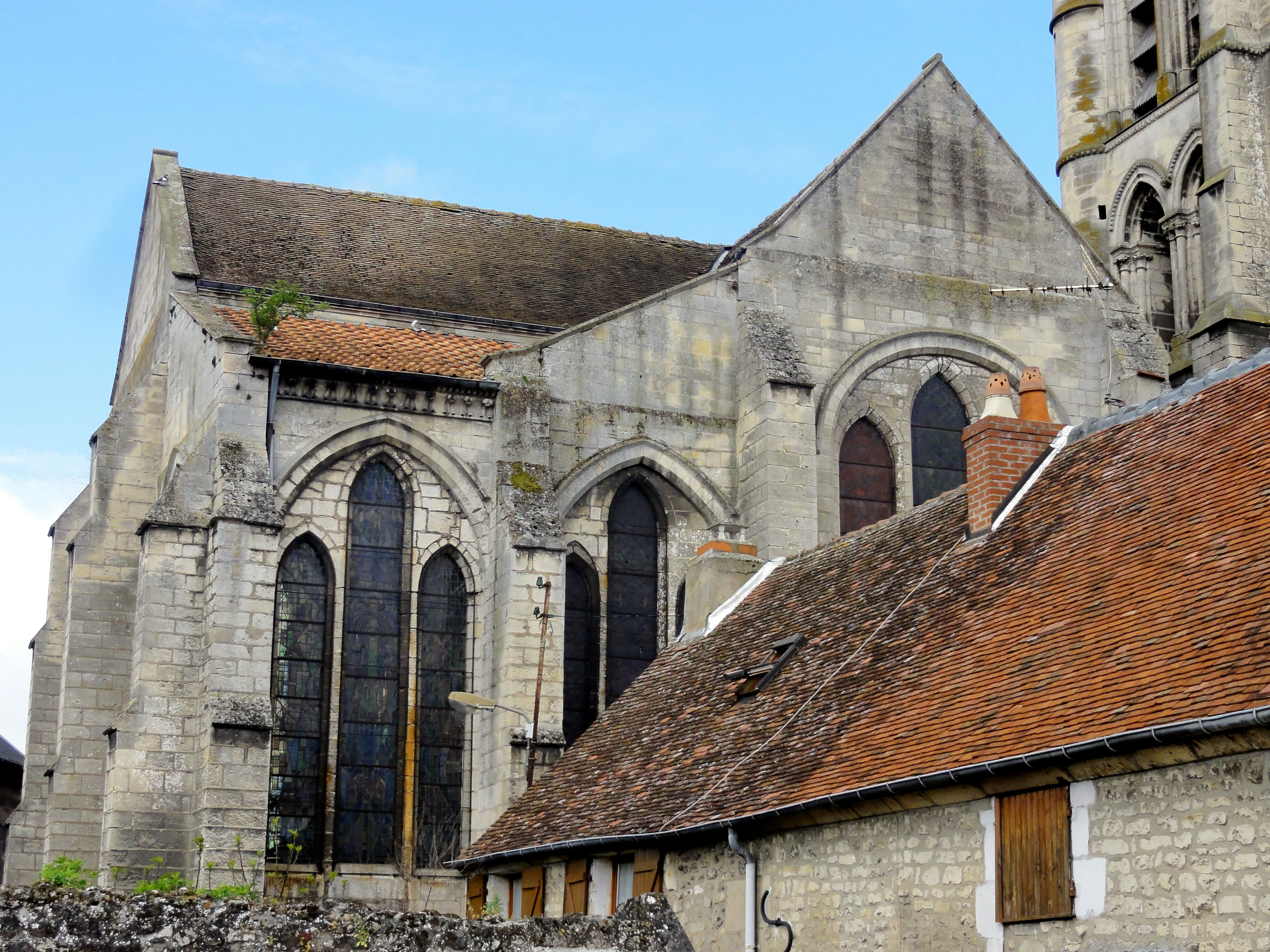
Vue partielle du chevet.
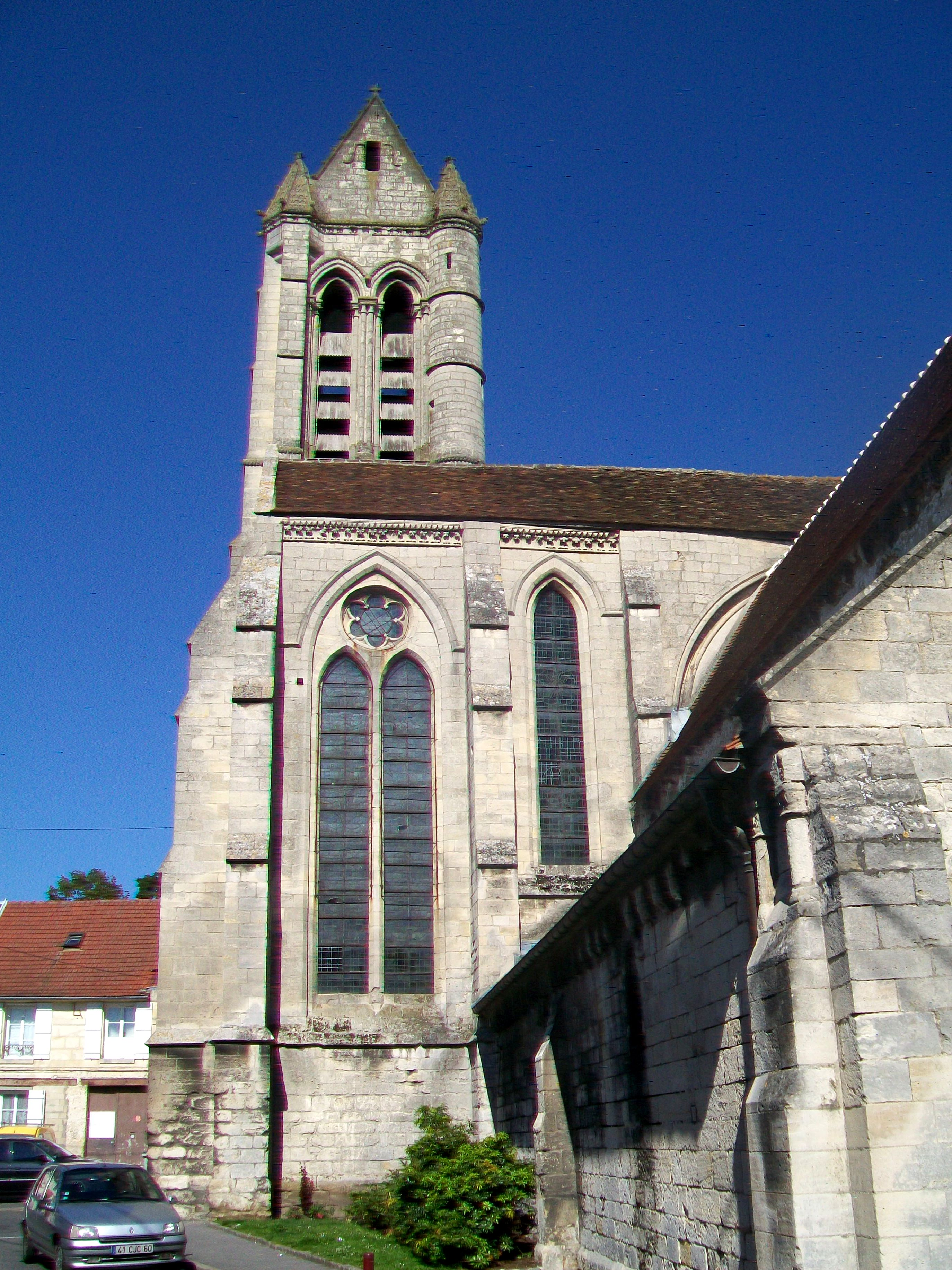
Croisillon nord et clocher.
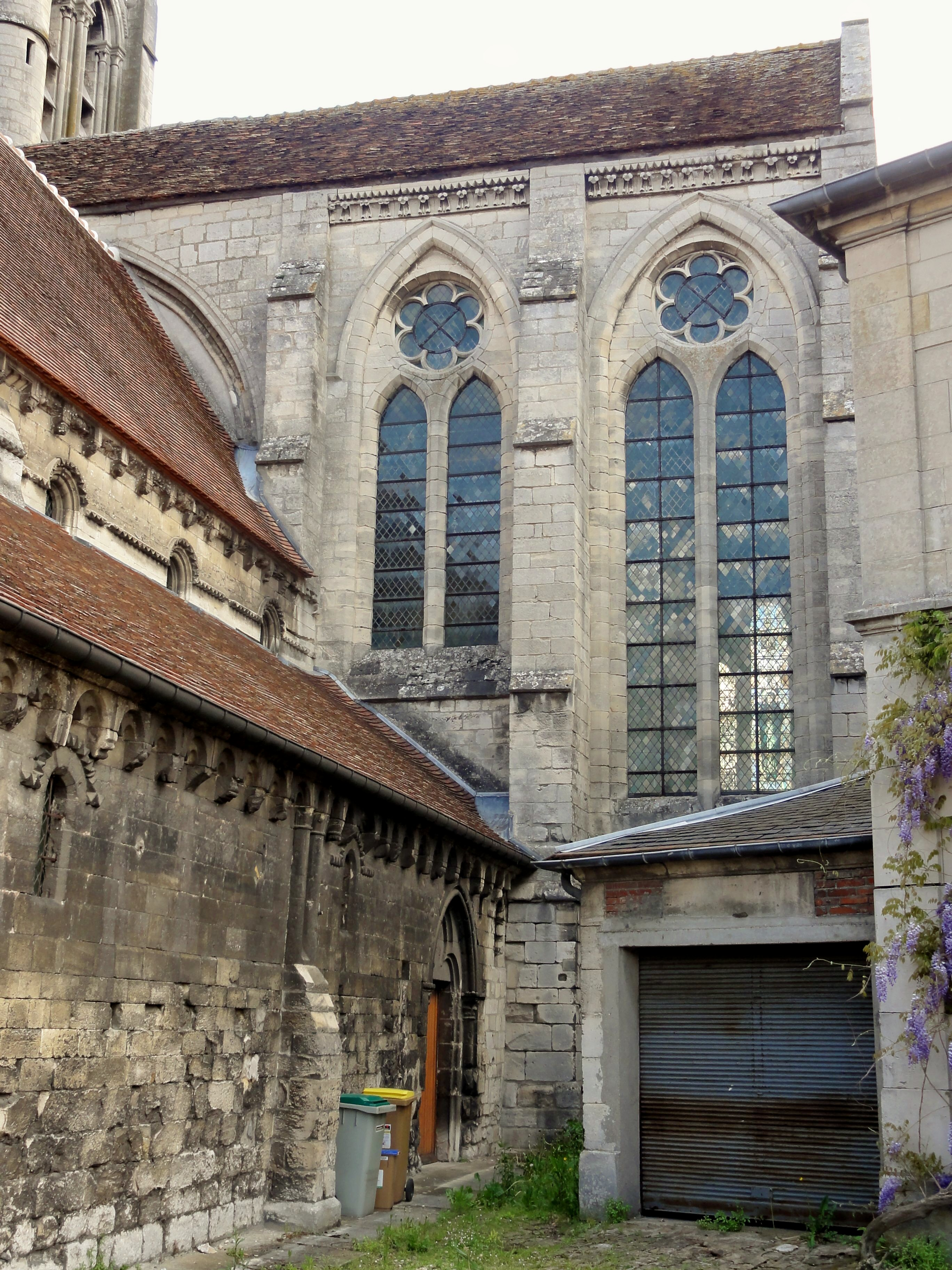
Croisillon sud.
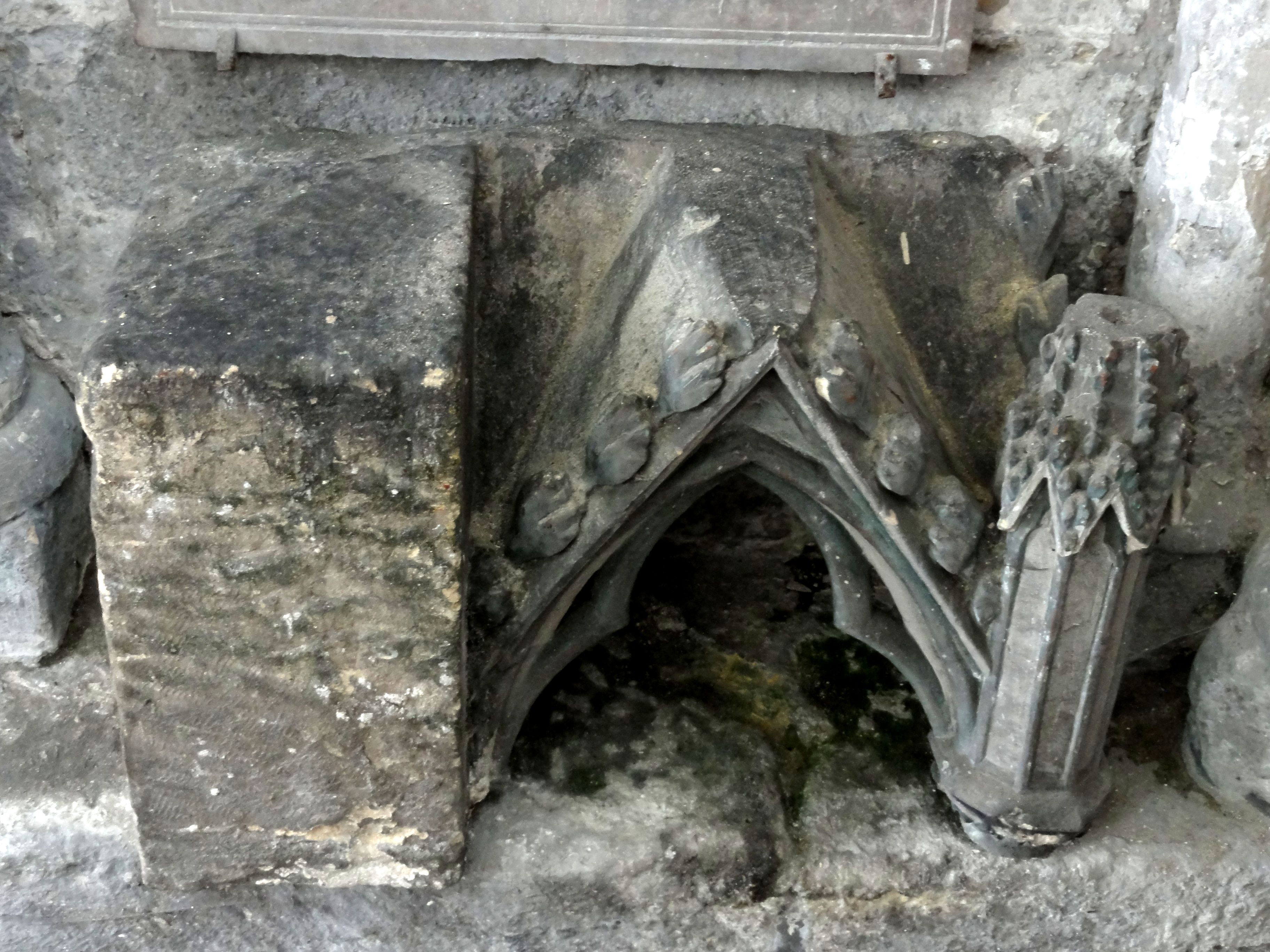
Vestige lapidaire.

#### Clocher

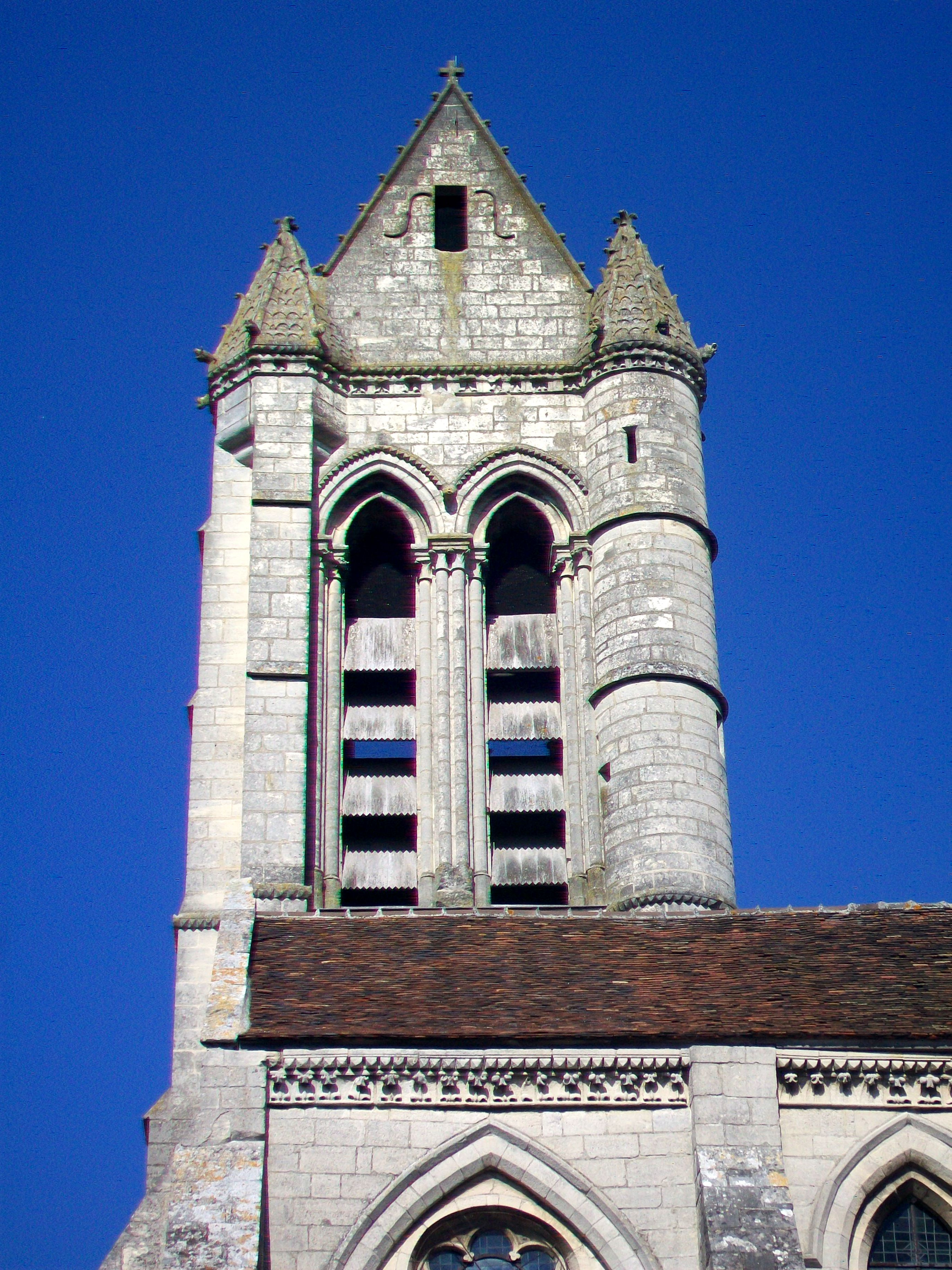
Étage de beffroi du clocher.

Le clocher haut de 32 m se dresse sur l'extrémité nord-est de l'édifice, c'est-à-dire sur la chapelle latérale nord du chœur, qui comportait initialement deux travées dont celle située directement en dessous du clocher est aujourd'hui séparé du reste. La tour comporte trois étages, de hauteur inégale. Le rez-de-chaussée a la même hauteur que l'autre travée de la chapelle latérale nord, qui communique toujours avec le chœur et le croisillon nord. Suit un étage aveugle, puis le premier étage percé sur chaque face d'une unique baie en tiers-point cantonnée de quatre colonnettes à chapiteaux, et entourée de deux tores et d'un cordon de pointe-de-diamant. Au nord, cette baie est désaxée en raison de la présence d'une tourelle d'escalier octogonale, qui dessert seulement cet étage et qui s'arrête donc à ce niveau. Comme d'usage dans la région, le troisième étage est ajouré de deux baies abat-son géminées sur chaque face. Leurs doubles archivoltes toriques sont surmontées par un cordon de pointe-de-diamant, et retombent sur les chapiteaux de deux paires de fines colonnettes appareillées. Cet étage de beffroi est accessible grâce à une autre tourelle d'escalier, ronde, qui se situe à l'angle sud-ouest et ne va que du second au troisième étage. Elle remplace les deux contreforts orthogonaux aux multiples larmiers, qui flanquent les autres angles du clocher. Ceux à l'est sont percés à leur base d'étroites ouvertures sous des arcs de décharge, afin de permettre le passage de la ruelle de l'Église. Ces contreforts, ainsi que la tourelle d'escalier ronde, sont coiffés de pyramidons hexagonaux en pierre, dont les arêtes sont garnies de crochets et retombent sur des têtes grimaçantes, et dont les faces sont décorées d'écailles. L'association de pyramidons à un toit en bâtière est inhabituelle et suscite l'hypothèse que l'édification d'une grande flèche octogonale en pierre était initialement prévue. Entre les pyramidons, les murs du clocher se terminent par une corniche de crochets identique à celle des murs gouttereaux du chœur, et un cordon de pointe-de-diamant que l'on trouve également à la limite entre le second et le troisième étage. Dans son ensemble, le clocher de Villers-Saint-Paul est très original et son esthétique est réussie, bien que la flèche n'ait pas été réalisée ,,.

## Mobilier

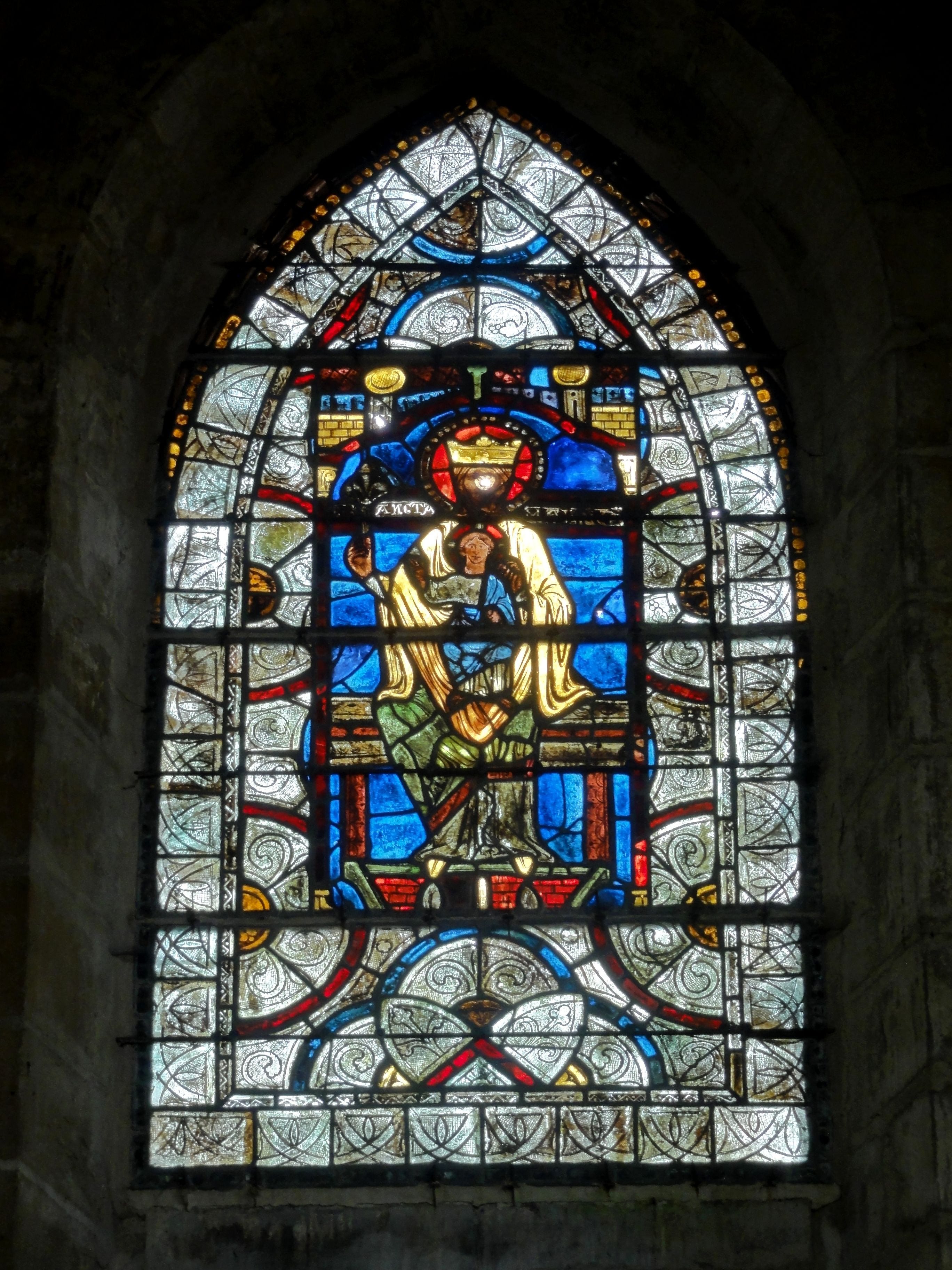
Fragment de vitrail du XIIIe siècle.

L'église Saint-Pierre-et-Saint-Paul renferme douze éléments de mobilier classés monuments historiques au titre objet, ou au titre immeuble en même temps avec l'église. Parmi ces objets se trouvent sept dalles funéraires ; cinq autres ne sont pas classés. Les inscriptions ont été relevés par Eugène Lefèvre-Pontalis, qui donne également une description détaillée de chacune des pierres tombales, aujourd'hui redressées contre les murs
- Une statue en pierre calcaire ayant pu représenter la Vierge de l'Annonciation, à la tête bûchée, haute de 73 cm dans son état actuel et datant du premier quart du XVe siècle[38]. Elle a été exposée au Grand Palais en 2004 dans le cadre d'une exposition sur les arts entre Charles VI ;
- Un groupe sculpté de la même facture que la Vierge précitée, représentant un saint entre Guillaume et Jacqueline Brunel, ou les deux époux agenouillés sous la protection d'un saint, découvert vers 1912 sous un autel, aux têtes et aux mains manquantes. L'œuvre a vraisemblablement été sculpté par un artiste parisien pour le monument des deux époux, proche de l'entourage du roi. Elle a également été exposée au Grand Palais en 2004[39] ;
- Une statue polychrome en pierre calcaire de saint Paul, haute de 220 cm et datant probablement du XIVe siècle[40] ;
- Une dalle funéraire à effigie gravée du dernier quart du XIIIe siècle[41] ;
- L'ensemble de deux dalles funéraires de Pierre et de Marie Brunel, le premier étant mort en 1367 et son épouse au début du XVe siècle[42] ;
- La dalle funéraire à effigie gravée de Jacqueline Brunel, datant du premier quart du XVe siècle[43] ;
- La dalle funéraire à effigie gravée d'Alice Brunel, datant de 1493[44] ;
- La dalle funéraire à effigie gravée de Pierre Mahieu et Jeanne Taupin, datant de 1635[45] ;
- La dalle funéraire de Gallerand Vuibert et Jeanne Mahieu, datant de 1651[46] ;
- Des fresques murales datées du XIIIe siècle lors de leur classement en 1862 en même temps que l'église, réalisées avec une peinture à la chaux rouge sur enduit, mais aujourd'hui réduites à quelques vagues contours de formes[47] ;
- Un fragment de vitrail de la première moitié du XIIIe siècle et donc contemporain de la construction du chœur, composée de panneaux en verre soufflé, peint avec couleur et grisaille, et représentant la Vierge à l'Enfant assise sur un trône. Elle tient un sceptre fleurdelisé dans sa main droite et présente son Enfant devant elle, qui bénit de sa main droite. Les grisailles ont été refaites à de nombreuses reprises[48].

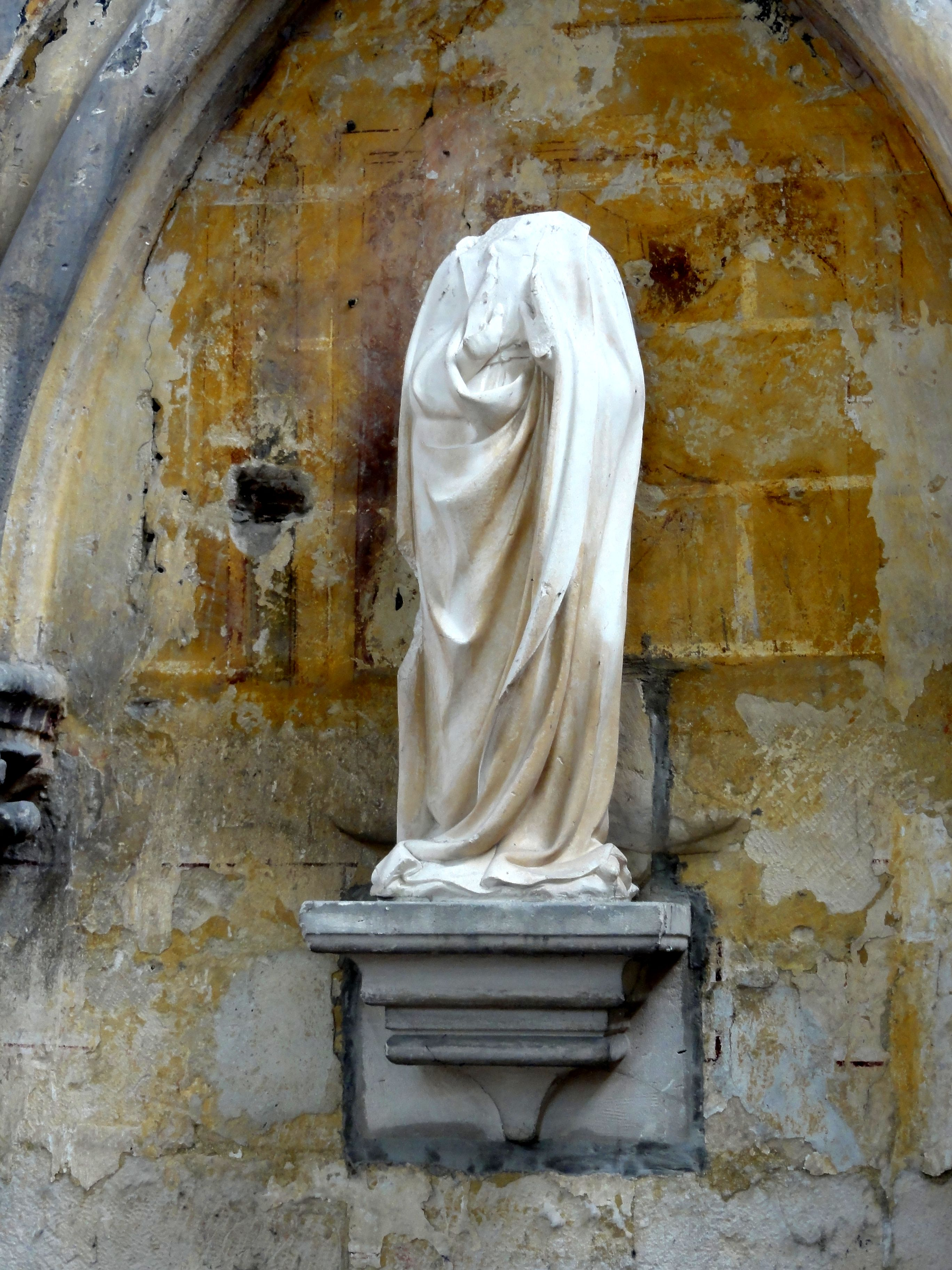
Statue mutilée de la Vierge.
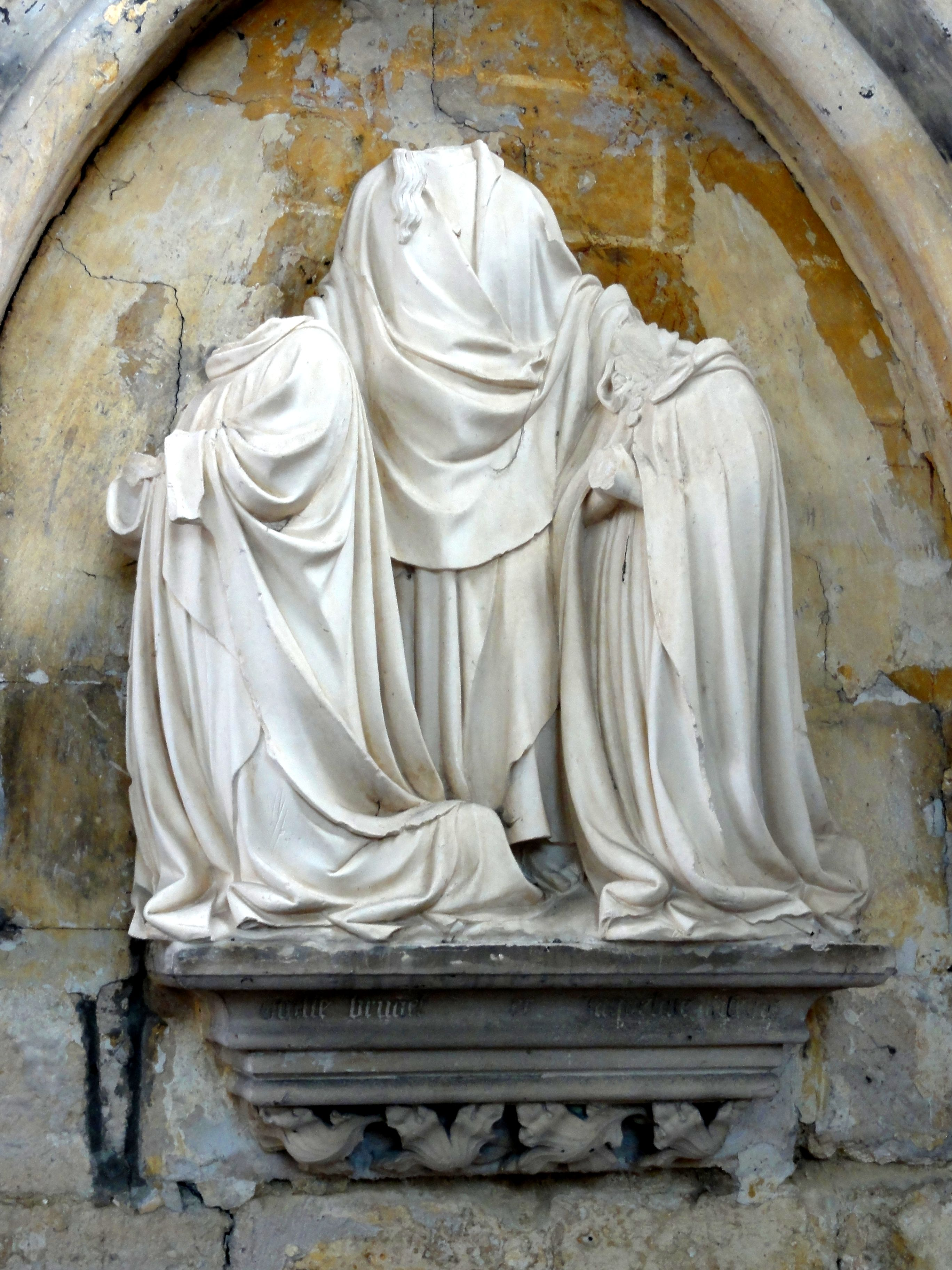
Groupe sculpté mutilé.
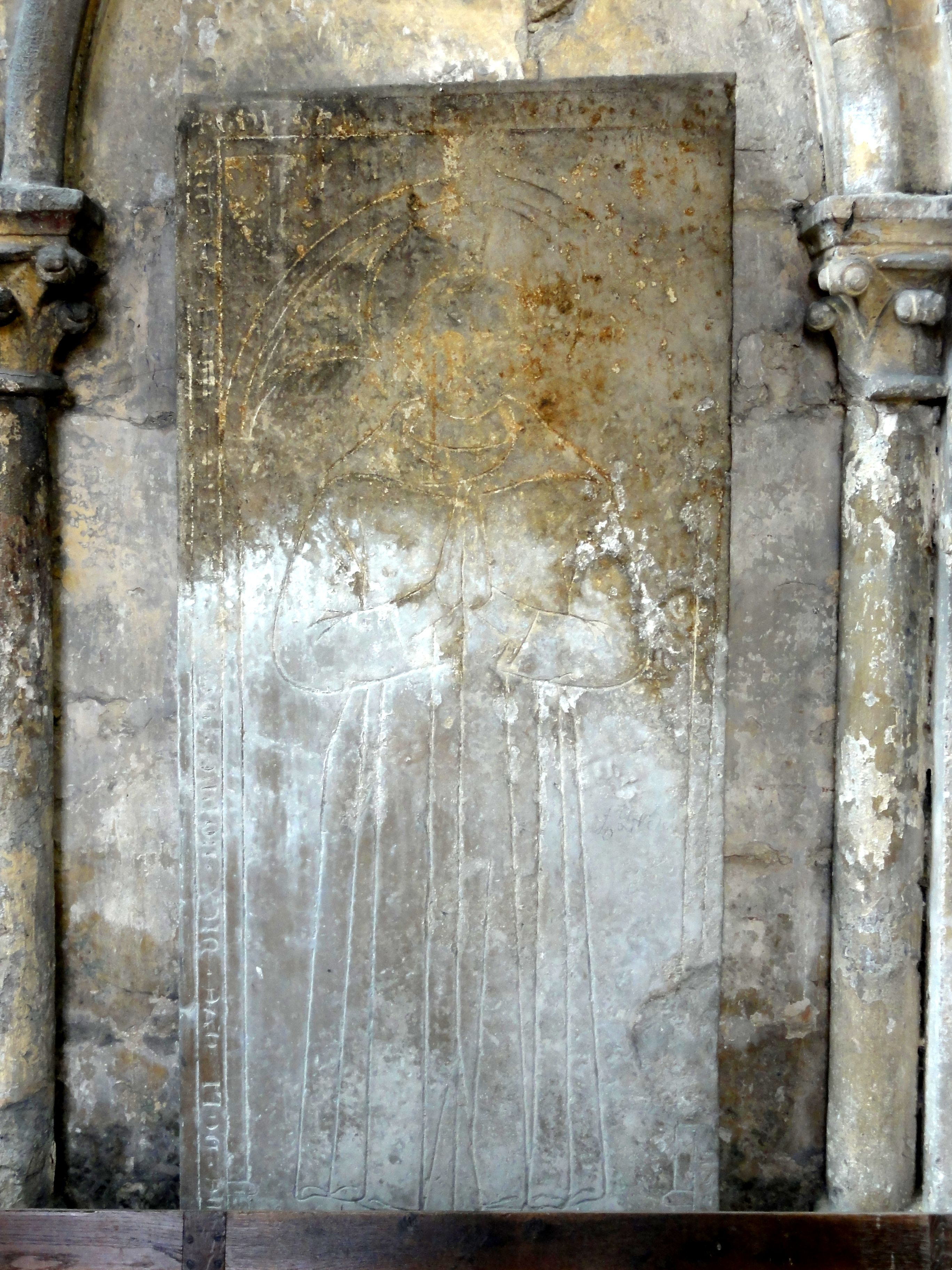
Dalle funéraire fin XIIIe s.
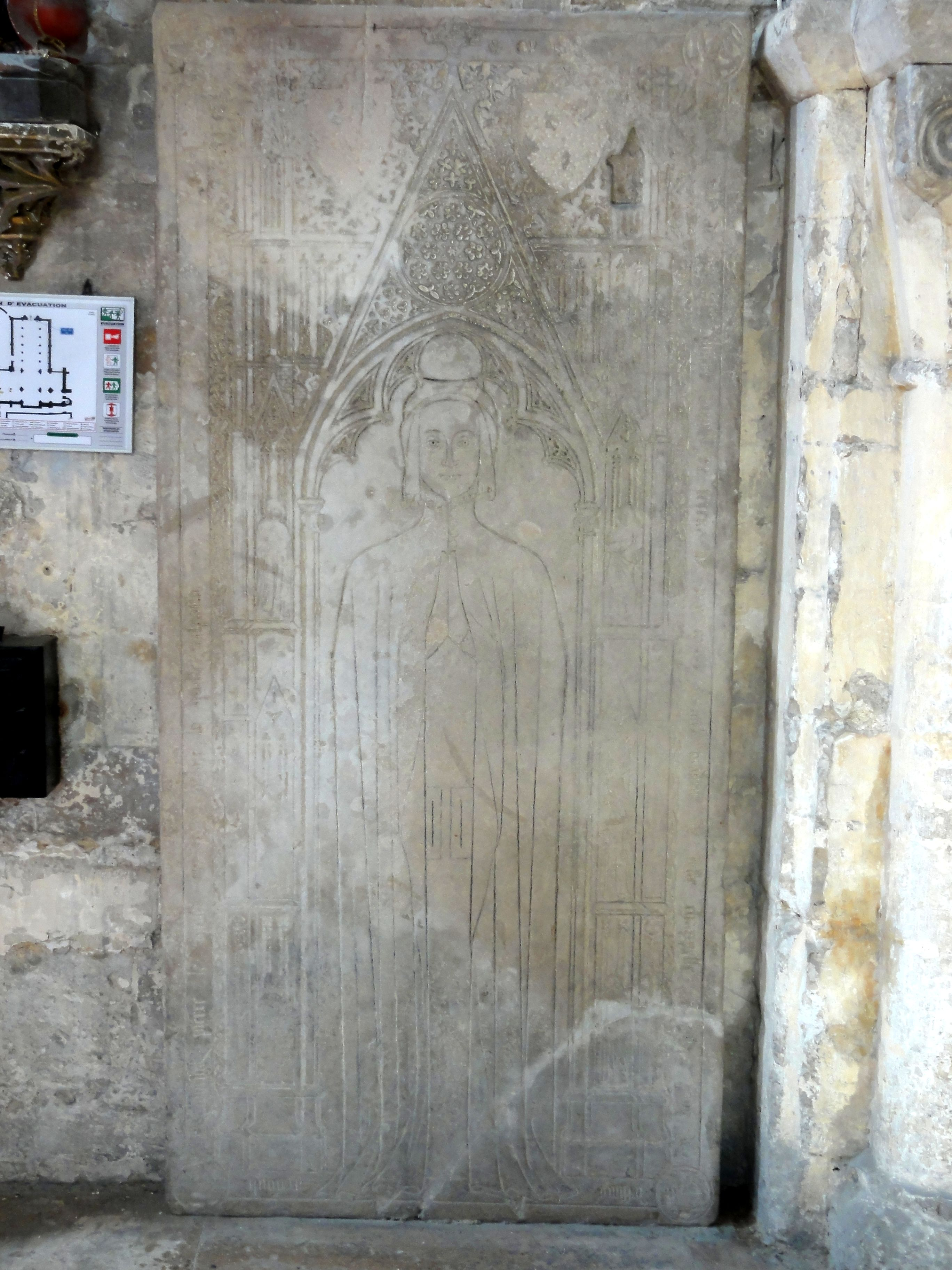
Dalle funéraire de Jacqueline Brunel.
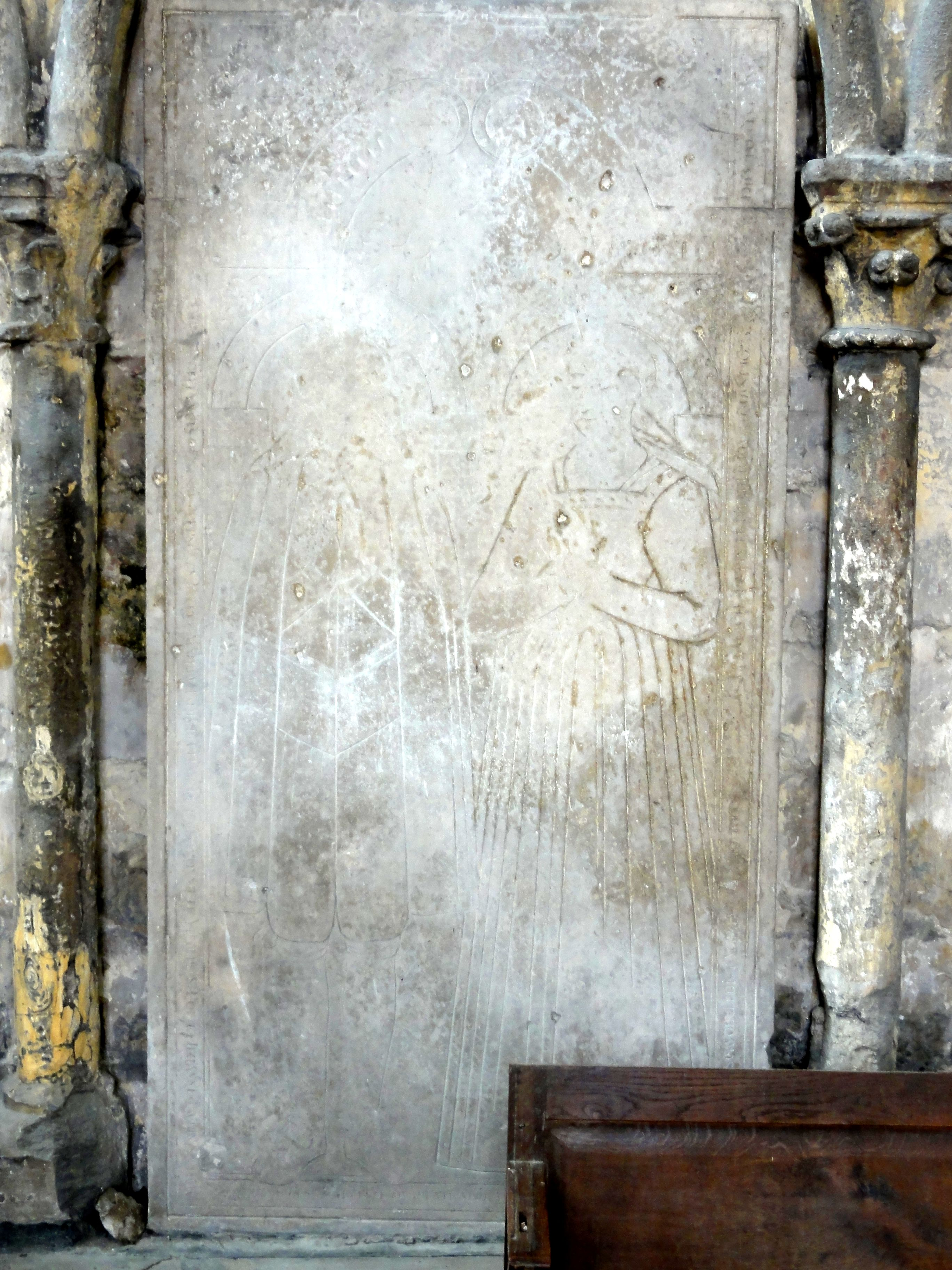
Dalle funéraire de Pierre Mahieu et Jeanne Taupin.
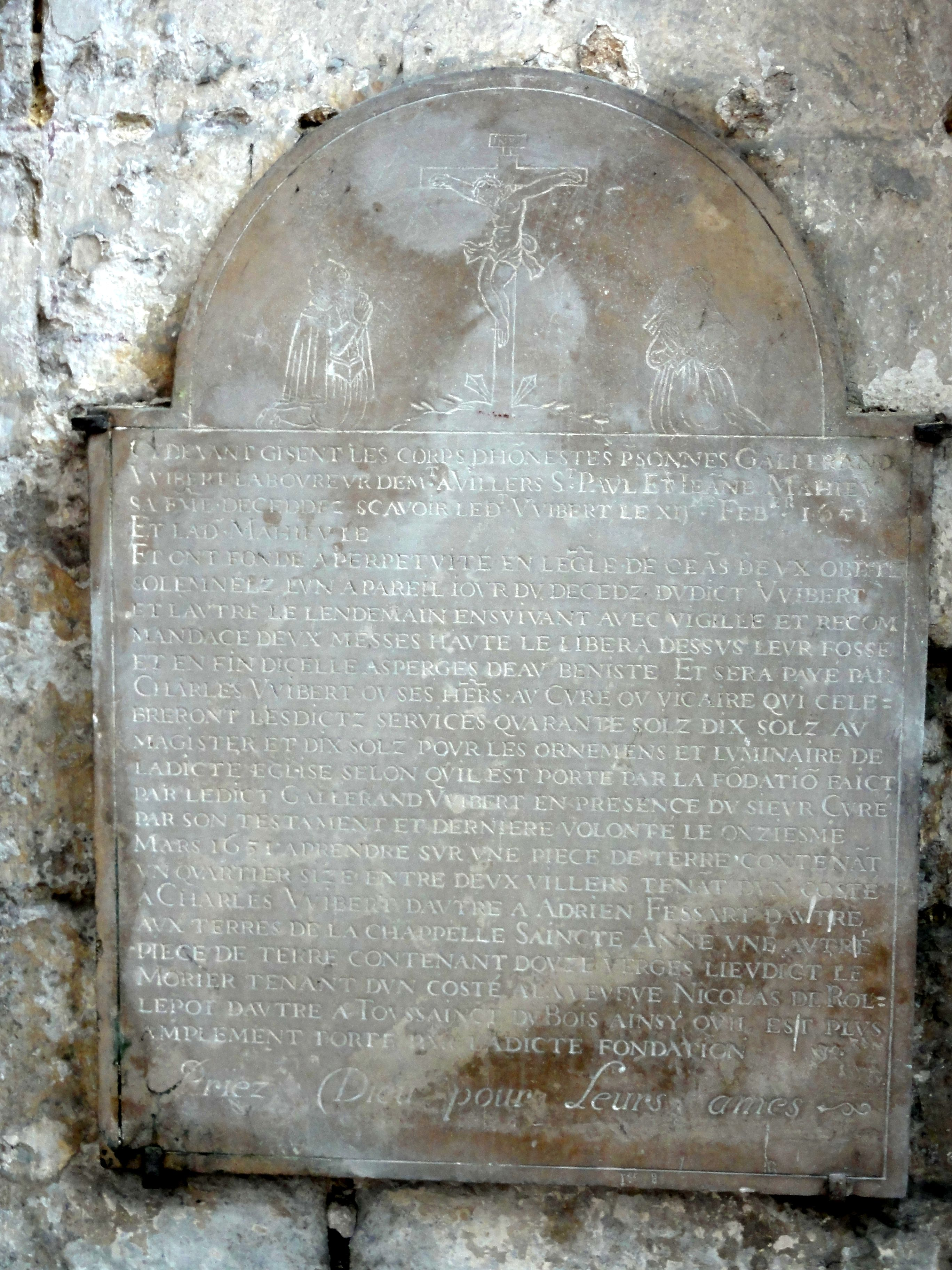
Dalle funéraire de Gallerand Vuibert et Jeanne Mahieu.